# Dictature
 (novembre 2024).
Si vous disposez d'ouvrages ou d'articles de référence ou si vous connaissez des sites web de qualité traitant du thème abordé ici, merci de compléter l'article en donnant les références utiles à sa vérifiabilité et en les liant à la section « Notes et références ».
Une dictature est un régime politique dans lequel une personne ou un groupe de personnes exercent tous les pouvoirs de façon absolue, sans qu'aucune loi ou institution ne les limitent. Une dictature est un régime autoritaire, bien qu'à l'inverse un régime autoritaire ne soit pas nécessairement une dictature. Elle peut avoir des lois, des institutions, voire un parlement avec des députés élus, mais pas librement et ne représentant donc pas des contre-pouvoirs. Ce régime politique a fréquemment été violemment critiqué ; ainsi, Hannah Arendt affirme que les lois qu'il promulgue sont éthiquement illégitimes et que les institutions y sont factices.
L'origine du terme remonte à la Rome antique, où la dictature était un état de la République romaine où un magistrat (le dictateur) se voyait confier de manière temporaire et légale les pleins pouvoirs en cas de troubles graves.

## Étymologie et évolution du sens
Les termes de « dictature » et de « dictateur » ont plusieurs acceptions. Elles varient selon les époques et les auteurs.

### Dictateurs romains
Le terme apparaît de manière obscure, pour la première fois chez Cicéron dans De Republica,, puis dans Pour Milon, sous le terme latin de dictator, dérivé du verbe dictare, c'est-à-dire « dire en répétant souvent, ordonner, commander » avec le suffixe d’agent -tor, probablement pour désigner un magistrat par un mot au sens non-défini pour les formes spéciales de gouvernance de certaines villes du Latium, par exemple celles d'Alba, du Lanuvium, de Cora, de Tusculum, et de Nomentum, Tusculum,,. À Rome, ce magistrat était appelé Magister populi.
Dans son sens d'origine, le terme désigne un magistrat sous la République romaine, nommé par le Sénat, et investi par les Consuls pour les remplacer pour gouverner en cas de proclamation du Justitium, une situation de crise. Il était muni des pleins pouvoirs, l'Imperium qui regroupe tous les aspects de la vie publique excepté le pouvoir financier qui demeurait sous la coupe du Sénat, y compris dans le pomerium,, pendant un mandat, qui ne peut, à l'origine excéder six mois, mais évoluera sous les différents dirigeants.
Le terme désigne également un fonctionnaire après les réformes augustéennes dans les États latins tardifs.
Cette forme d'État est d'abord décrite, aussi bien chez les historiens antiques notamment chez Tite-Live que chez les savants modernes comme une mesure exceptionnelle, une « magistrature républicaine extraordinaire ».
Dans la culture étrusque et latine, le terme ne désigne pas un statut péjoratif comme aujourd'hui, au contraire, il semble être valorisé par Tite-Live et Cicéron[réf. souhaitée]. Il ne désigne pas, contrairement au statut de tyran, un jugement de valeur porté sur l'exercice du pouvoir mais désigne une institution. Toutefois, la distinction entre tyrannie et dictature, et de ce fait tyran et dictateur, n'est pas toujours très nette, et ces questions sont ouvertes à controverses et débats chez les historiens. Par exemple, l'historien Frédéric Hurlet tente notamment de qualifier le pouvoir exercé par Sylla dans son livre La dictature de Sylla : monarchie ou magistrature républicaine? Essai d'histoire constitutionnelle. Mais la question reste encore ouverte : en 2021, l'historien Alban Dignat emploie l'expression « dictature de caractère monarchique » dans la revue Hérodote.

### Évolution du terme
Le mot dictateur désigne actuellement ce que l'on appelait plutôt tyran dans l'Antiquité ou despote dans l'Ancien Régime. Cette acception qui s'est développée pendant la Révolution française sert surtout pour la période contemporaine.

### Sens moderne
Dans le Dictionnaire encyclopédique Brockhaus et Efron, publié entre 1890 et 1907 à Saint-Pétersbourg sous l'Empire russe, une dictature est définie comme « un pouvoir totalement ou presque illimité, non fondé sur le droit existant ».
Dans la Gran Enciclopèdia Catalana, publiée à partir de 1968, un dictateur est défini comme « celui qui reçoit ou s'arroge le droit de concentrer en lui tous les pouvoirs ».
Autres définitions :
- Encyclopædia Universalis : « La dictature est un régime politique autoritaire, établi et maintenu par la violence, à caractère exceptionnel et illégitime. Elle surgit dans des crises sociales très graves, où elle sert soit à précipiter l'évolution en cours (dictatures révolutionnaires), soit à l'empêcher ou à la freiner (dictatures conservatrices). Il s'agit en général d'un régime très personnel ; mais l'armée ou le parti unique peuvent servir de base à des dictatures institutionnelles » ;
- Dictionnaire de la politique (Hatier) : « La dictature se définit comme un régime arbitraire et coercitif, incompatible avec la liberté politique, le gouvernement constitutionnel et le principe de l’égalité devant la loi » ;
- Dictionnaire culturel (Larousse) : une dictature est un « régime politique dans lequel le pouvoir est détenu par une personne ou par un groupe de personnes (junte) qui l'exercent sans contrôle, de façon autoritaire » et un dictateur est une « personne qui, à la tête d'un État, détient tous les pouvoirs, les exerçant sans contrôle et de façon autoritaire ; autocrate » ou « sous la République romaine, magistrat extraordinaire nommé en cas de crise grave par les consuls sur la demande du Sénat, et possédant tous les pouvoirs en Italie pour six mois au maximum ».

Selon Hannah Arendt la différence entre une dictature et un régime totalitaire ne se situe pas dans l'ampleur de l'arbitraire, de la répression et des crimes, mais dans le degré de contrôle du pouvoir sur la société : une dictature devient « totalitaire » quand et si elle investit la totalité des sphères sociales, s'immisçant jusqu'au cœur des sphères privée et intime (familles, mentalités, psyché individuelle).
Selon Michel Hastings (CEPEN-IEP de Lille) en 2007, le sociologue Juan Linz a voulu casser l'idée d'opposition binaire démocratie/totalitarisme sous-jacente à la guerre froide, opposition « érigée en vérité scientifique et politique » dans les années 1960 et 1970, sans nuances. Linz le fait en ouvrant une troisième voie pour mieux décrire des régimes qu'il qualifie de « régime autoritaire » ; ni tout à fait démocratiques, ni tout à fait totalitaires. Il propose de réserver l'usage du qualificatif autoritaire aux « gouvernements de crise intérimaires qui ne se sont pas institutionnalisés et qui introduisent une coupure provisoire avec les règles du régime précédent en matière d'accession au pouvoir et d'exercice de celui-ci ; et cela, quelle que soit la nature des contextes politiques — démocratique, traditionnelle ou autoritaire — dans lesquels ils constituent une parenthèse ». Une suspension temporaire des règles du régime antérieur serait, selon lui « le propre des gouvernements justifiant l'appellation de dictatures constitutionnelles »[réf. nécessaire].

## Typologie des régimes politiques

### Premières typologies: tyran, despote

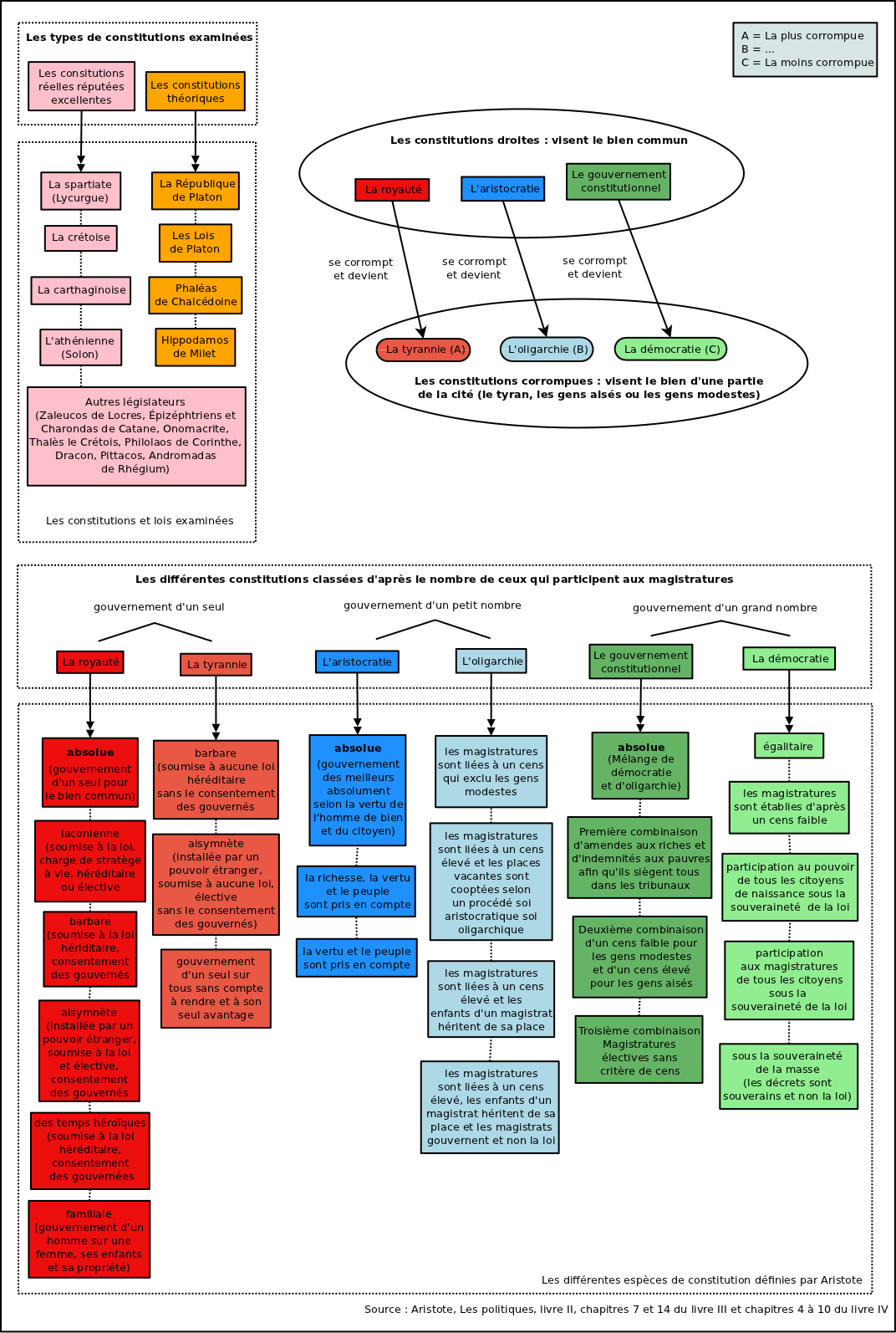
Classification des constitutions d'Aristote.

La typologie des régimes politiques est une démarche méthodique des sciences politiques qui consiste à définir et classer l'ensemble des régimes politiques. Une des premières typologies des régimes est celle d'Aristote dans sa Politique, elle se divise en trois principaux groupes en fonction du nombre de gouvernants et de la finalité de la constitution. Il décrit les formes politiques gouvernées par une seule personne (royauté, tyrannie), d'un petit nombre (aristocratie, oligarchie) et par plusieurs individus (gouvernement constitutionnel, démocratie). Aristote fait de la tyrannie une forme corrompue de gouvernement par un seul, la monarchie. Dans De l'esprit des lois, Montesquieu propose une typologie différente de celle d'Aristote, bien qu'elle reste une classification par le nombre de gouvernants, celle-ci est fondée sur la relation entre la société et le régime, lui-même caractérisé par la taille de son territoire ainsi que d'autres facteurs. Cette typologie est divisée en trois formes de gouvernement : la république, la monarchie et, la pire forme de gouvernement, le despotisme.

### DuXIXeauXXesiècle
Le caractère absolu du pouvoir se caractérise notamment par l'absence de séparation des pouvoirs (exécutif, législatif, judiciaire). Cette confusion des pouvoirs peut l'être au profit de l'exécutif (cas le plus courant) ou au profit du pouvoir législatif (régime d'assemblée). Il résulte aussi de l'absence de contrôle démocratique et d'élections libres (répression politique des opposants, le non-respect de la liberté de la presse).
Le caractère arbitraire du pouvoir se traduit par le non-respect de l'État de droit (violation de la Constitution, établissement de lois d'exceptions).
Si beaucoup de dictateurs arrivent au pouvoir à la suite d'un coup d'État (en Afrique, en Asie en Amérique latine et en Europe centrale et orientale, longtemps sous l'influence du Bloc de l'Est), d'une guerre civile (Francisco Franco) ou d'une guerre internationale (Kim Il-sung), il arrive qu'un dirigeant parvienne au pouvoir légalement avant de devenir un dictateur (ce fut le cas d'Adolf Hitler ou d'António de Oliveira Salazar) ou bien accède au pouvoir dans un régime de parti unique (ce fut le cas de Lénine, de Staline et de Mao).

### AuXXIesiècle
En 2006, Brian Lai et Dan Slater proposent une nouvelle typologie des régimes autoritaires qui comprend quatre catégories : « machine » (parti oligarchique), « bossisme (en) » (autocratie avec partis), « homme fort » (autocratie particulière) et les juntes (oligarchie). Aucune catégorie ne comprend la dictature, bien que certaines aient des formes dictatoriales.
D'après Gustav Lidén, les typologies sur les dictatures ont augmenté ces dernières années et les récentes recherches révèlent que les « liens établis avec les dictatures sont vagues ou presque des alternatives arbitraires ». Il rappelle que les dictatures sont en général classifiées à partir de caractéristiques telles que l'accès au pouvoir, la gouvernance par une seule personne, la forme militarisée du pouvoir et le fait qu'il y ait parti unique. Il soutient l'idée que classifier une dictature seulement à partir de sa forme de gouvernance par un seul individu n'est pas pertinente car la royauté traditionnelle, elle aussi, est une forme de gouvernance par un seul individu ; de fait, la classification sur ce seul critère « réflète les idées stéréotypées [que l'on se fait] d'un dictateur ».
| Caractéristique                | Geddes (1999) | Hadenius & Teorell (2007) | Wahman et al. (2013) | Kailitz (2013) | Cheibub et al. (2010) |
| ------------------------------ | ------------- | ------------------------- | -------------------- | -------------- | --------------------- |
| Monarchie                      | Non           | Oui                       | Oui                  | Oui            | Oui                   |
| Gouvernance d'un seul individu | Oui           | Non                       | Non                  | Non            | Non                   |
| Militaire                      | Oui           | Oui                       | Oui                  | Oui            | Oui                   |
| Parti unique                   | Oui           | Non                       | Non                  | Non            | Non                   |
| Système électoral              | Non           | Oui                       | Oui                  | Oui            | Non                   |
| Absence de parti               | Non           | Oui                       | Oui                  | Non            | Non                   |
| Parti unique                   | Non           | Oui                       | Oui                  | Non            | Non                   |
| Plusieurs partis limités       | Non           | Oui                       | Oui                  | Non            | Non                   |
| Parti unique autocratique      | Non           | Non                       | Non                  | Oui            | Non                   |
| Communisme                     | Non           | Non                       | Non                  | Oui            | Non                   |
| Dictature civile (en)          | Non           | Oui                       | Oui                  | Non            | Non                   |

- Culte de la personnalité, caractère narcissique
- Absence de contre-pouvoir
- Répression de toute forme d'opposition et non-respect des Droits de l'homme des individus
- Contre-révolution
- Présence d'une forme de cruauté pour Machiavel
- Absence d'élection ou élections falsifiées. Pas ou peu d'observation des élections par la communauté internationale
- Absence de liberté d'expression, liberté de la presse (contrôle et mainmise des médias), liberté de réunion, liberté de religion
- Maintien de la population loin de l'enseignement (embrigadement de la jeunesse) et/ou trucage de l'histoire, un peuple instruit étant difficile à manipuler
- Commandement absolu de l'armée et/ou de la police
- Parodie de procès, Déni de justice, Abus de droit
- Corruption et enrichissement personnel
- Népotisme et clientélisme
- Recherche de division pour régner
- Pratiques de la censure et de la propagande
- Surnoms véhiculant l'idée de guider le peuple
- Législation par le dirigeant

## Types de dictatures

### Militaire

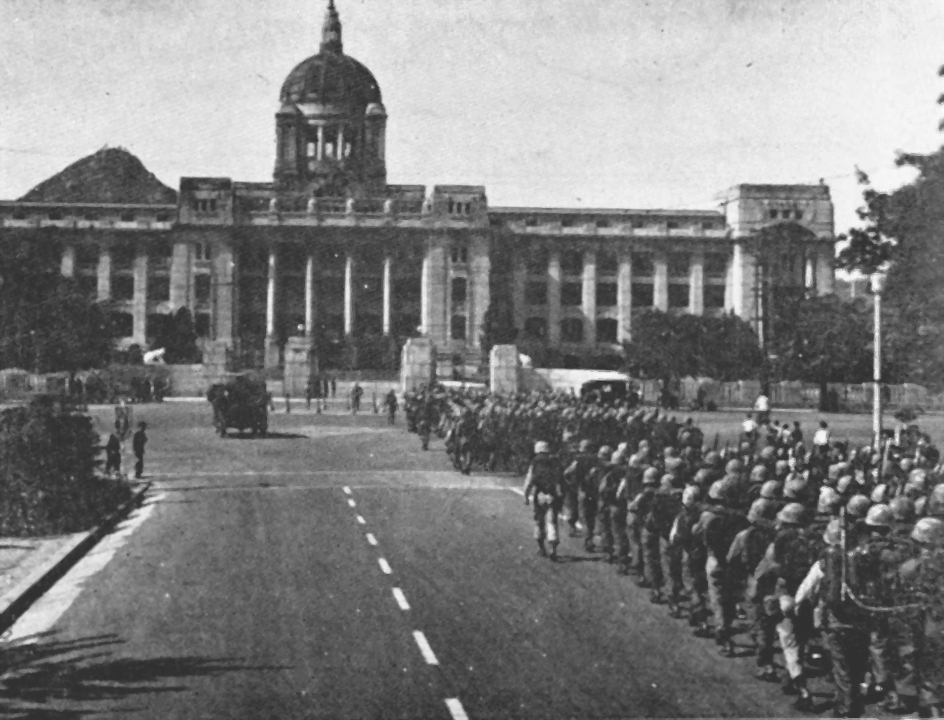
Des soldats occupent Séoul, en Corée du Sud, dans le cadre du coup d'État du 16 mai qui a placé le général Park Chung-hee au pouvoir.

Les dictatures militaires sont des régimes dans lesquels les officiers militaires détiennent le pouvoir, déterminent qui dirigera le pays et exercent une influence sur la politique,. Elles sont plus courantes dans les pays en développement d'Afrique, d'Asie et d'Amérique latine. Elles sont souvent instables et chacune n'a une durée moyenne que de cinq ans, mais elles sont souvent suivies de nouveaux coups d’État militaires et dictatures militaires. Bien que courante au XXe siècle, l’importance des dictatures militaires a décliné dans les années 1970 et 1980.
Les dictatures militaires sont généralement formées par un coup d’État militaire au cours duquel des officiers supérieurs utilisent l’armée pour renverser le gouvernement. Dans les démocraties, la menace d'un coup d'État militaire est associée à la période qui suit immédiatement la création d'une démocratie mais qui précède des réformes militaires à grande échelle. Dans les oligarchies, la menace d'un coup d'État militaire vient de la force de l'armée mise en balance avec les concessions qui lui sont faites. Parmi les autres facteurs associés aux coups d’État militaires figurent l’étendue des ressources naturelles, le recours limité à l’armée au niveau international et le recours à l’armée comme force d’oppression au niveau national. Les coups d’État militaires n’aboutissent pas nécessairement à des dictatures militaires, car le pouvoir peut alors être transmis à un individu ou l’armée peut permettre la tenue d’élections démocratiques.
Les dictatures militaires ont souvent des traits communs en raison du passé commun des dictateurs militaires. Ces dictateurs peuvent se considérer comme impartiaux dans leur surveillance d'un pays en raison de leur statut non partisan, et ils peuvent se considérer comme des « gardiens de l'État ». La prédominance de la force violente dans la formation militaire se manifeste par l’acceptation de la violence comme outil politique et par la capacité d’organiser la violence à grande échelle. Les dictateurs militaires peuvent également se montrer moins confiants ou moins diplomates et sous-estimer le recours au marchandage et au compromis en politique.

### Parti unique
Les dictatures à parti unique sont des gouvernements dans lesquels un seul parti politique domine la politique. Les dictatures à parti unique sont des États à parti unique dans lesquels seul le parti au pouvoir est légalisé et tous les partis d'opposition sont interdits. Les dictatures à parti dominant ou les dictatures autoritaires électorales sont des dictatures à parti unique dans lesquelles les partis d'opposition sont théoriquement légaux mais ne peuvent pas influencer de manière significative le gouvernement. Les dictatures à parti unique étaient plus courantes pendant la guerre froide, les dictatures à parti dominant étant devenues plus courantes après la chute de l'Union soviétique.
Les dictatures à parti unique sont plus stables que les autres formes de régime autoritaire, car elles sont moins sujettes à l’insurrection et connaissent une croissance économique plus élevée. Les partis au pouvoir permettent à une dictature d’influencer plus largement la population et de faciliter un accord politique entre les élites des partis. Entre 1950 et 2016, les dictatures à parti unique représentaient 57 % des régimes autoritaires dans le monde et les dictatures à parti unique ont continué à se développer plus rapidement que les autres formes de dictature dans la seconde moitié du XXe siècle. En raison de la structure de leur leadership, les dictatures à parti unique sont nettement moins susceptibles d'être confrontées à un conflit civil, à une insurrection ou au terrorisme que d'autres formes de dictature.

### Monarchie absolue

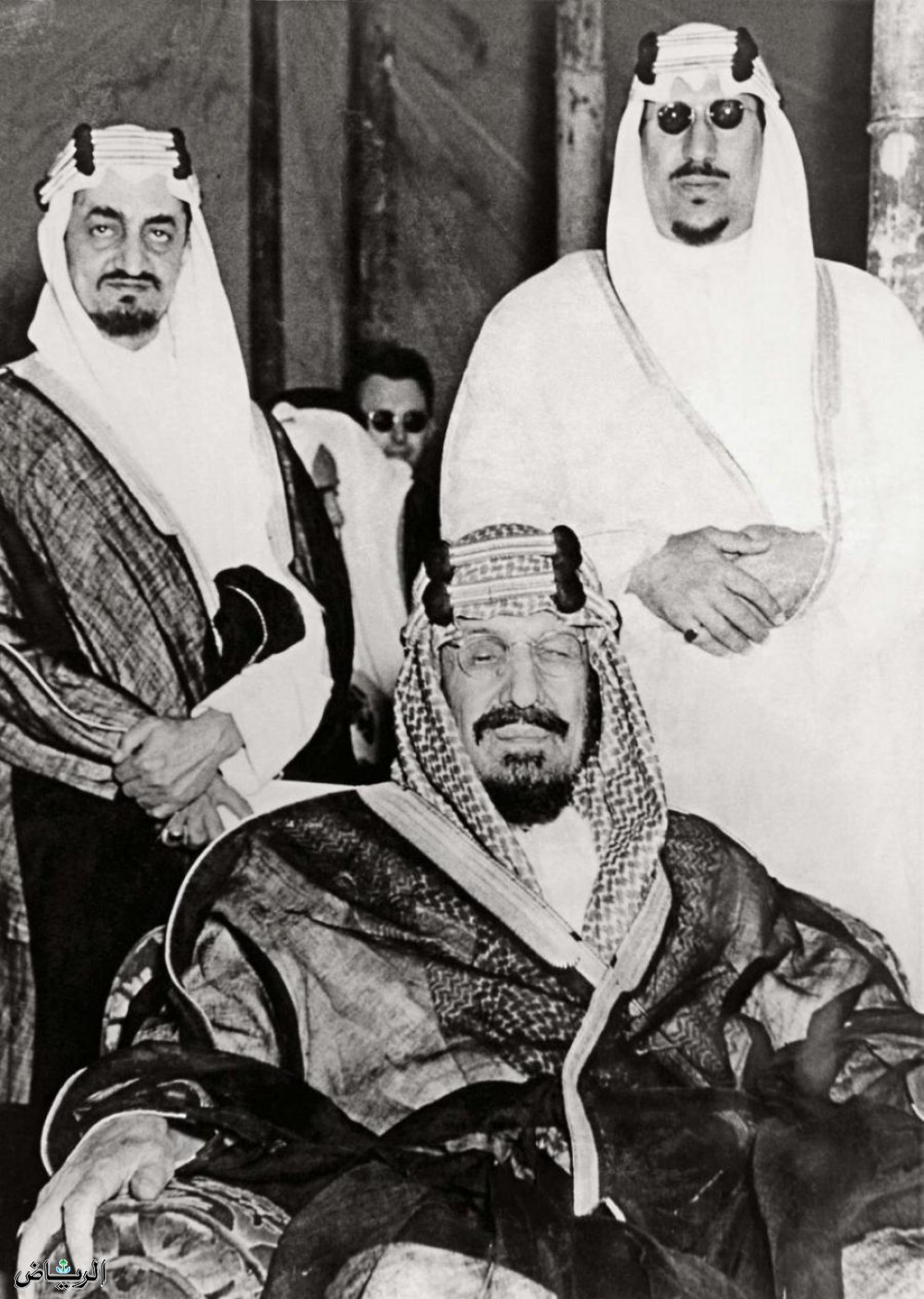
Le roi Ibn Saoud d'Arabie Saoudite avec deux de ses fils.

Une monarchie absolue est une monarchie dans laquelle le monarque règne sans limitations légales. Cela la distingue de la monarchie constitutionnelle et de la monarchie cérémonielle. Dans une monarchie absolue, le pouvoir est limité à la famille royale et la légitimité est établie par des facteurs historiques. Les monarchies peuvent être dynastiques, dans lesquelles la famille royale sert d'institution dirigeante semblable à un parti politique dans un État à parti unique, ou elles peuvent être non dynastiques, dans lesquelles le monarque règne indépendamment de la famille royale en tant que dictateur personnaliste.
Les monarchies autorisent des règles de succession strictes qui produisent un transfert pacifique du pouvoir à la mort du monarque, mais cela peut également entraîner des conflits de succession si plusieurs membres de la famille royale revendiquent le droit de régner.
À l’ère moderne, les monarchies absolues sont plus courantes au Moyen-Orient.

### Triumvirat

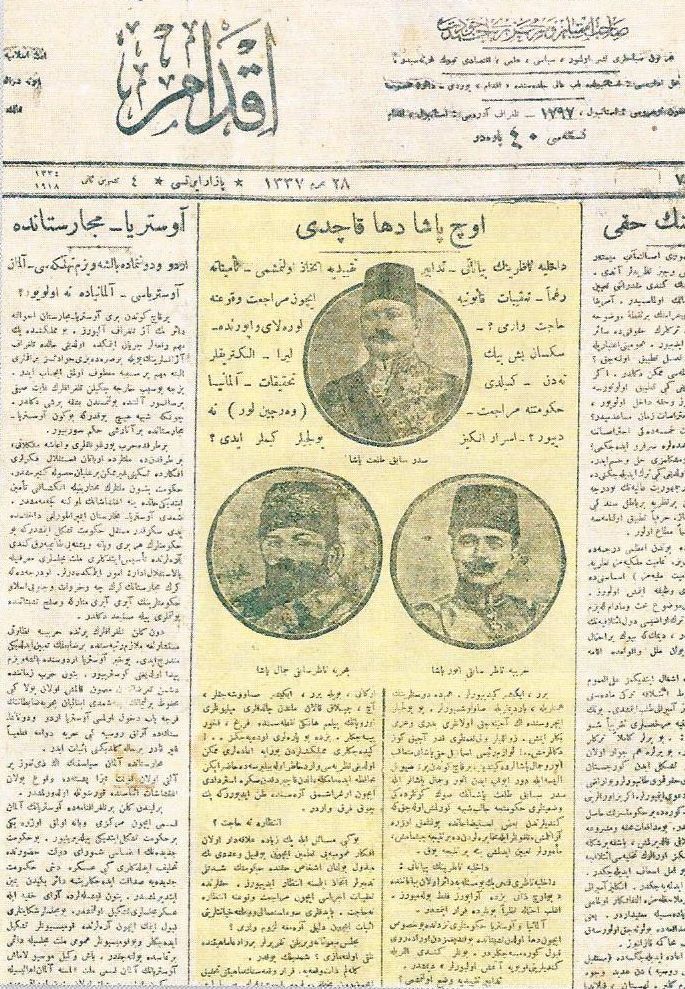
La première page du journal ottoman İkdam, le 4 novembre 1918 guerre mondiale, à la suite de la fuite des Trois Pachas après la Première Guerre mondiale.

Un triumvirat (latin : triumvirātus) ou une triarchie est une institution politique dirigée ou dominée par trois individus, appelés triumvirs (latin : triumviri). L'arrangement peut être formel ou informel. Bien que les trois dirigeants d’un triumvirat soient théoriquement égaux, la répartition réelle du pouvoir peut varier. Le terme peut également être utilisé pour décrire un État avec trois chefs militaires différents qui prétendent tous être le seul chef.
Certains triumvirats ont fonctionné dans une démocratie fragile, dans d'autres cas, il s'agissait de dictatures de trois personnes, notamment sous la Rome antique ou plus récemment dans l'Empire ottoman sous les Trois Pachas.

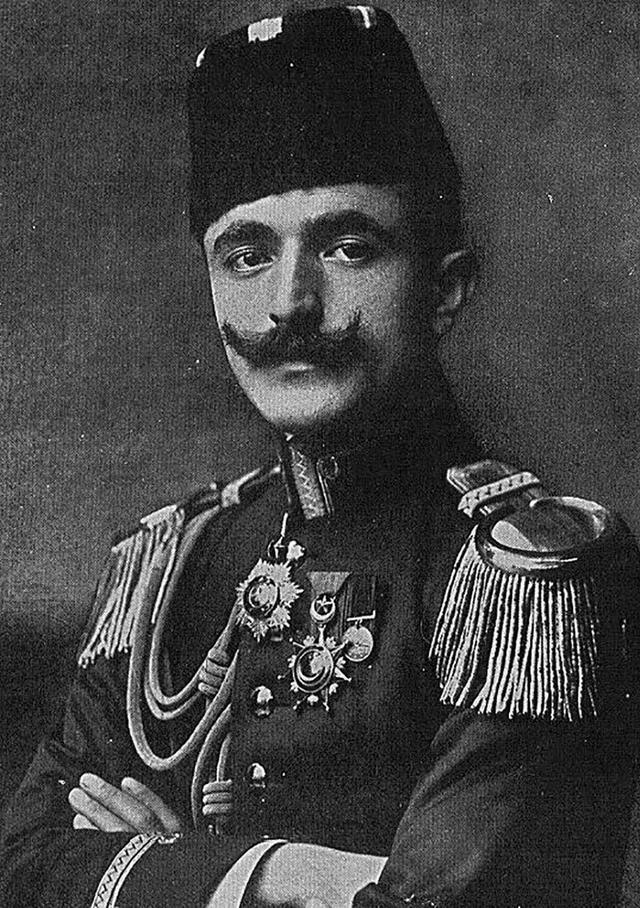
Enver Pacha.
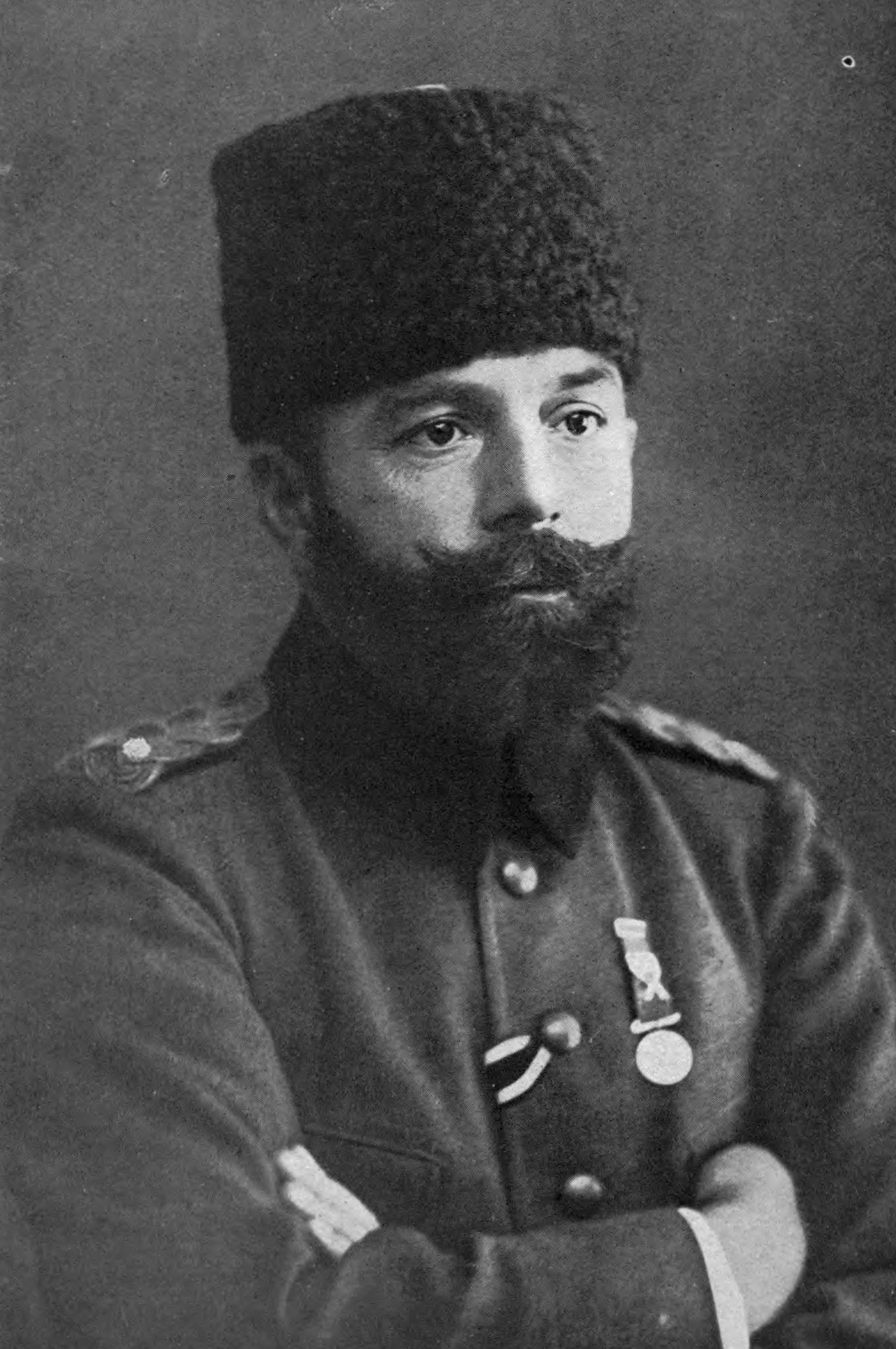
Djemal Pacha.
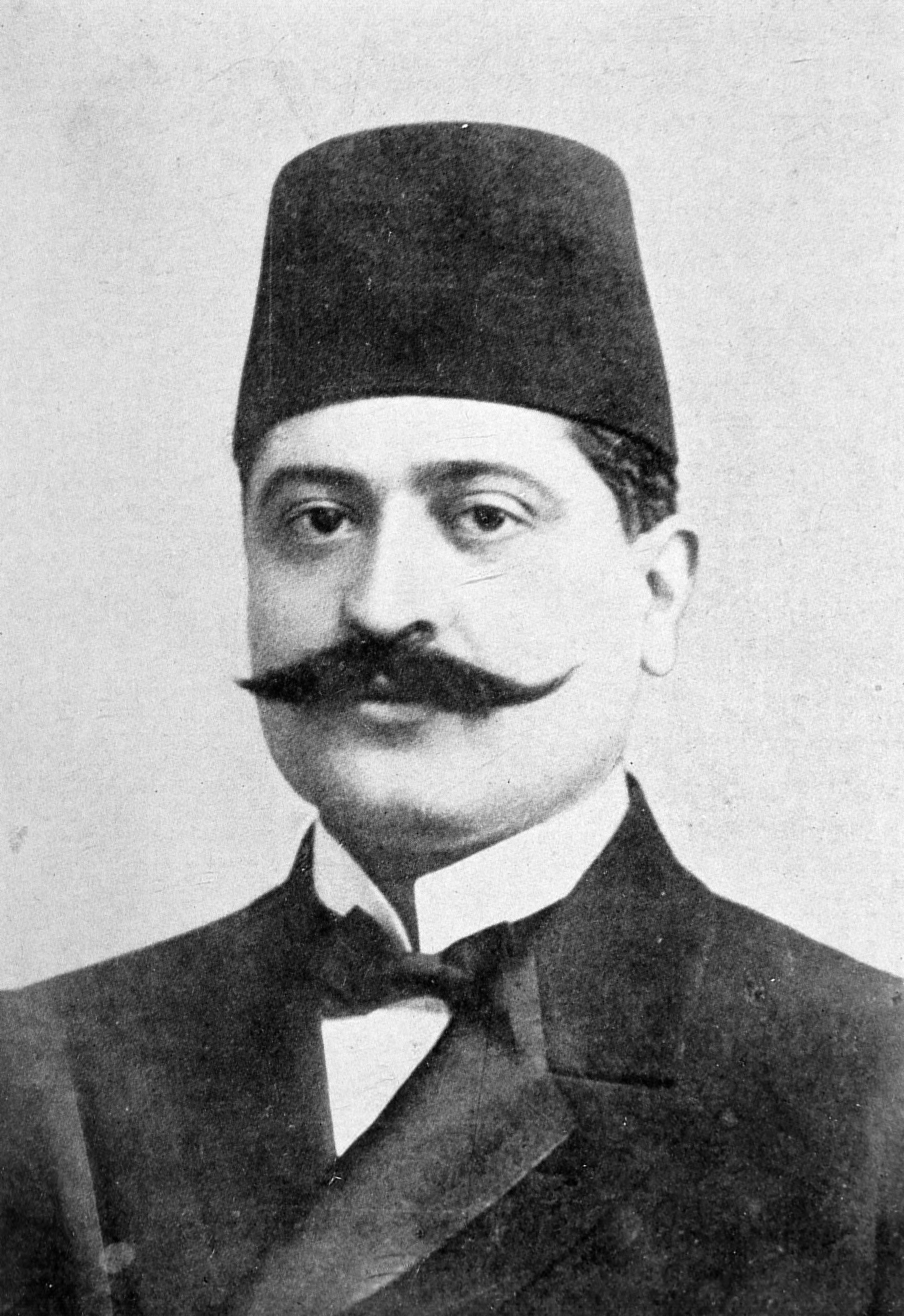
Talaat Pacha.

## Classements des régimes

### Régimes autoritaires ou dictatoriaux
Il reste encore aujourd'hui des régimes autoritaires ou dictatoriaux, la plupart situés sur les continents africain et asiatique. En Europe ou entre l'Europe et l'Asie, l'Azerbaïdjan, la Biélorussie et la Russie sont considérées comme des dictatures, tandis que la Turquie est vue comme un régime hybride, où la démocratie se dégrade, à la limite un régime autoritaire.
Les dictatures sont fréquemment des régimes à parti unique, quelquefois fermés au reste du monde (Corée du Nord ou Birmanie avant 2011). Mais la règle n'est pas absolue car l'histoire admet certaines dictatures pluralistes[C'est-à-dire ?] (exemple : la France de Vichy, le Maroc sous le règne d'Hassan II), auquel cas il est plus approprié d'employer l'expression "régime autoritaire" que celle de "dictature".
La montée en puissance des politiques anti-terroristes et de surveillance ou sécurité limitant les libertés civiles dans les démocraties occidentales a par ailleurs remis au goût du jour la théorie de la dictature constitutionnelle, pensée initialement par des juristes allemands sous la République de Weimar et illustrée par exemple, en France, par les pouvoirs exceptionnels que tient le Président de la République de l'article 16 de la Constitution.

#### Indice de démocratie
| Démocraties pleines - 9–10 - 8–9 | Démocraties imparfaites - 7–8 - 6–7 | Régimes hybrides - 5–6 - 4–5 | Régimes autoritaires - 3–4 - 2–3 - 0-2 - Non déterminé |

Carte de l'indice de démocratie par l'Economist Intelligence Unit de 2022 : plus le pays est vert, plus il est considéré démocratique.
Démocraties pleines
9–10
8–9
Démocraties imparfaites
7–8
6–7
Régimes hybrides
5–6
4–5
Régimes autoritaires
3–4
2–3
0-2
Non déterminé

Le groupe de presse britannique The Economist Group a créé l'indice de démocratie. Il a publié son premier rapport en 2006 et publie depuis une version annuelle. Celui-ci classe les pays en quatre catégories en fonction de leur régime politique : démocratie à part entière, démocratie imparfaite, régime hybride et régime autoritaire. Cette dernière catégorie ne regroupe pas stricto sensu les dictatures, mais les rapports annuels, à l'instar de celui de 2020, précisent que « dans cette catégorie de nombreux pays sont incontestablement des dictatures ».

#### Agence intergouvernementale
L'Institut international pour la démocratie et l’assistance électorale, fondé en 1997, publie son premier rapport en 2017 sur l'état des régimes politiques dans le monde, en créant les indices Global State of Democracy à partir d'indices, notamment de l'indice de démocratie : « Democracy Barometer, the World Governance Indicators, the Economist Intelligence Unit (EIU) Democracy Index, and the World Justice Project (WJP) Rule of Law Index ». Elle héberge une carte de 1975 à 2021 qui catégorise les pays en fonction de ces indices.

### Classements des dictatures
L'indice Démocratie-Dictature (Democracy-Dictatorship Index, abrégé DD) est un indice binaire qui classe chaque pays en fonction de son régime politique en deux types : démocratie ou dictature et en trois sous-types chacun : civil, militaire et royal. La seule catégorie inexistante en pratique est la démocratie militaire. Si les monarchies occidentales notamment sont parfois des pays démocratiques parmi les mieux classés, le rôle du souverain y est symbolique et l'indice DD classe surtout les démocraties en parlementaire, présidentielle et semi-présidentielle, le Parlement jouant un rôle favorable à la démocratie dans des monarchies libérales. L'indice a initialement été proposé par Adam Przeworski et al. en 2010 et utilisé par Cheibub et al. en 2010.
Les auteurs de ce classement revendiquent une approche minimaliste de la démocratie,, c'est-à-dire qu'elle doit correspondre au concept de démocratie de Karl Popper et Joseph Schumpeter ; Przeworkski précise cette approche en citant Popper : « le seul système dans lequel les citoyens peuvent retourner le gouvernement sans bain de sang ».
Pour Cheibub et al., un régime est considéré comme démocratique s'il satisfait : « l'ensemble des critères des quatre règles suivantes :
1. Le chef de l'exécutif doit être choisi par élection populaire ou par un organe lui-même élu par le peuple ;
2. La législature doit être élue par le peuple ;
3. Il doit y avoir plus d'un parti en lice aux élections ;
4. Une alternance au pouvoir selon des règles électorales identiques à celles qui ont porté le président sortant doit avoir eu lieu[c 7] ».

Représentations cartographiques des démocraties et dictatures selon le DD :
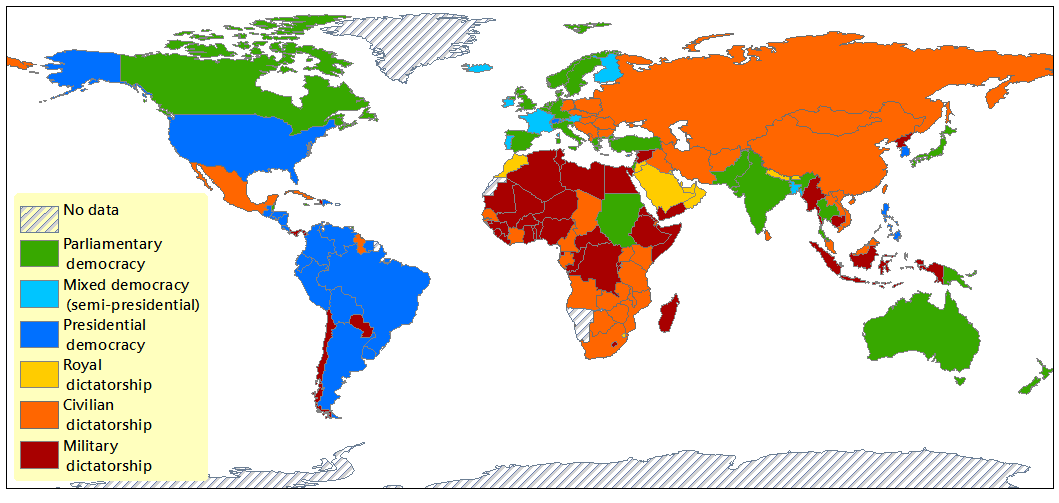
en 1988[b 7]
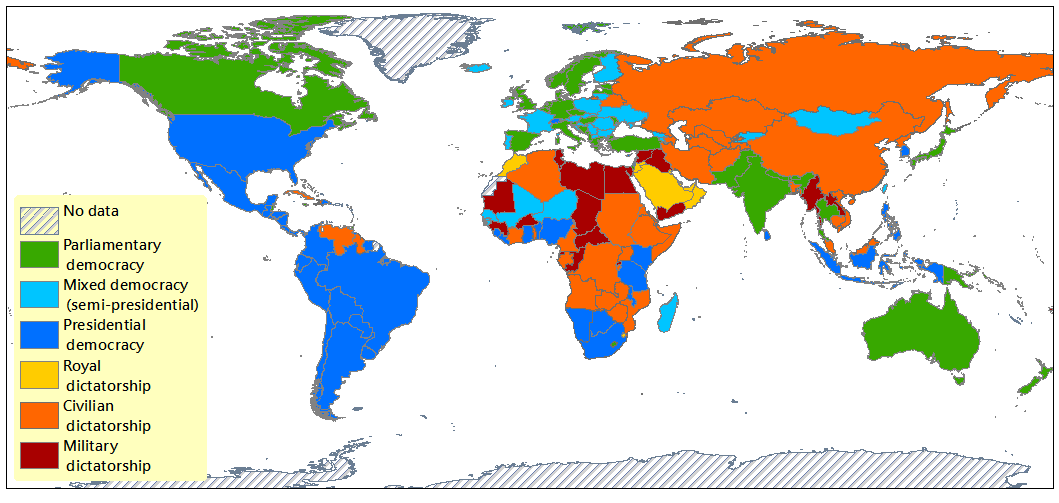
en 2008[b 7]

Les auteurs reconnaissent que leur classification peut entraîner des faux-positifs par manques d'informations, c'est-à-dire que certains régimes peuvent être classés par erreur comme dictatures ou démocraties, mais précisent qu'ils ne peuvent pas distinguer les cas, les erreurs n'impliquent aucun jugement subjectif lors de l'analyse des données et ne compromettent pas la reproductibilité de la classification.
| Code du pays | Type de dictature | Règle non respectée | |
| ------------ | --- | --- | --- |
| AFG          | Dictature civile | 4 | |
| DZA          | Dictature civile | 4 | |
| AGO          | Dictature civile | 1 | |
| AZE          | Dictature civile | 4 | |
| BHR          | Dictature royale | 1 ; 2 | |
| BGD          | Dictature civile | 1 ; 2 ; 3 | |
| BLR          | Dictature civile | 4 | |
| BIH          | Dictature civile | 1 | |
| BWA          | Dictature militaire | 4 | |
| BRN          | Dictature royale | 1 ; 2 ; 3 | |
| BFA          | Dictature militaire | 4 | |
| KHM          | Dictature royale | 1 ; 2 | |
| CMR          | Dictature civile | 4 | |
| CAF          | Dictature militaire | 4 | |
| TCD          | Dictature militaire | 4 | |
| CHN          | Dictature civile | 3 | |
| COG          | Dictature militaire | 4 | |
| CIV          | Dictature civile | | |
| CUB          | Dictature militaire | 4 | |
| COD          | Dictature civile | 4 | |
| DJI          | Dictature civile | 3 | |
| EGY          | Dictature militaire | 4 | |
| GNQ          | Dictature militaire | 4 | |
| ERI          | Dictature civile | 1 ; 2 ; 3 ; 4 | |
| ETH          | Dictature civile | 3 ; 4 | |
| FJI          | Dictature militaire | 1 ; 2 ; 3 | |
| GAB          | Dictature civile | 4 | |
| GMB          | Dictature militaire | 4 | |
| GIN          | Dictature militaire | 1 | |
| GUY          | Dictature civile | 4 | |
| HTI          | Dictature civile | 4 | |
| IRN          | Dictature civile | | |
| IRQ          | Dictature militaire | | |
| JOR          | Dictature royale | 1 | |
| KAZ          | Dictature civile | 4 | |
| KWT          | Dictature royale | 1 ; 3 | |
| LAO          | Dictature militaire | 3 | |
| LBN          | Dictature militaire | | |
| LSO          | Dictature civile | 4 | |
| LBY          | Dictature militaire | 1 ; 2 ; 3 | |
| MYS          | Dictature civile | 4 | |
| MRT          | Dictature militaire | 1 ; 2 ; 3 ; 4 | |
| MAR          | Dictature royale | 1 | |
| MOZ          | Dictature civile | 4 | |
| MMR          | Dictature militaire | 1 ; 2 ; 3 | |
| NAM          | Dictature civile | 4 | |
| PRK          | Dictature civile | 1 | |
| OMN          | Dictature royale | 1 ; 2 ; 3 | |
| QAT          | Dictature royale | 1 ; 2 ; 3 | |
| RUS          | Dictature civile | 4 | |
| RWA          | Dictature militaire | 4 | |
| SAM          | Dictature royale | 4 | |
| SAU          | Dictature royale | 1 ; 2 ; 3 | |
| SYC          | Dictature civile | 4 | |
| SGP          | Dictature civile | 4 | |
| SOM          | Dictature civile | 2 ; 3 | |
| ZAF          | Dictature civile | 4 | |
| SDN          | Dictature militaire | 1 ; 2 | |
| SWZ          | Dictature royale | 1 ; 3 | |
| SYR          | Dictature militaire | 3 | |
| TJK          | Dictature civile | 4 | |
| TZA          | Dictature militaire | 4 | |
| TGO          | Dictature civile | 4 | |
| TON          | Dictature royale | 1 ; 2 ; 3 ; 4 | |
| TUN          | Dictature militaire | 4 | |
| TKM          | Dictature civile | 3 | |
| UGA          | Dictature civile | 4 | |
| ARE          | Dictature royale | 1 ; 2 ; 3 | |
| UZB          | Dictature civile | 3 ; 4 | |
| VNM          | Dictature civile | 1 ; 3 | |
| YEM          | Dictature militaire | 4 | |
| ZMB          | Dictature civile | 4 | |
| ZWE          | Dictature civile | 4 | |
| Notes        | 1 : Exécutif non élu 2 : Absence de pouvoir législatif, de pluralité de partis ou législatif non élu 3 : Un seul parti (légalement ou non) ou absence de partis législatifs 4 : Aucune alternance des pouvoirs | 1 : Exécutif non élu 2 : Absence de pouvoir législatif, de pluralité de partis ou législatif non élu 3 : Un seul parti (légalement ou non) ou absence de partis législatifs 4 : Aucune alternance des pouvoirs | 1 : Exécutif non élu 2 : Absence de pouvoir législatif, de pluralité de partis ou législatif non élu 3 : Un seul parti (légalement ou non) ou absence de partis législatifs 4 : Aucune alternance des pouvoirs |

### Classements des dictateurs
Pour le média Planetrulers, un dictateur est « un dirigeant d'un pays classé "non libre" par Freedom House dans leur rapport annuel de la liberté ». En juillet 2021, il dénombre 50 dictatures ou régimes autoritaires dans le monde dont 19 en Afrique sub-saharienne, 12 dans le Moyen-Orient et le Nord de l'Afrique, 7 en Eurasie, 3 en Amérique et 1 en Europe. Entre 2015 et 2021, il dénombre 5 retraits, 8 ajouts et 4 pays « Free » devenant « Not free », selon l'année la liste varie de 49 à 52 pays.
| Code du pays                     | Dictateur                           |
| -------------------------------- | ----------------------------------- |
| Afghanistan                      | Ashraf Ghani                        |
| Angola                           | João Lourenço                       |
| Azerbaïdjan                      | Ilham Aliyev                        |
| Biélorussie                      | Alexandre Loukachenko               |
| Burundi                          | Pierre Nkurunziza                   |
| Cameroun                         | Paul Biya                           |
| Tchad                            | Idriss Déby                         |
| République démocratique du Congo | Joseph Kabila                       |
| Cuba                             | Miguel Díaz-Canel                   |
| Égypte                           | Abdel Fattah al-Sissi               |
| Érythrée                         | Isaias Afwerki                      |
| Gabon                            | Omar Bongo                          |
| Irak                             | Barham Salih                        |
| Laos                             | Boungnang Vorachit                  |
| Libye                            | Nouri Bousahmein                    |
| Birmanie                         | Win Myint                           |
| Mauritanie                       | Mohamed Ould Abdel Aziz             |
| Nicaragua                        | Daniel Ortega                       |
| Oman                             | Qaboos bin Said Al-Said             |
| Russie                           | Vladimir Poutine                    |
| Arabie saoudite                  | Fahd ben Abdelaziz Al Saoud         |
| Somalie                          | Hassan Sheikh Mohamoud              |
| Soudan                           | Abdel Fattah Abdelrahmane al-Burhan |
| Syrie                            | Bachar el-Assad                     |
| Thaïlande                        | Prayut Chan-o-cha                   |
| Turquie                          | Recep Tayyip Erdoğan                |
| Ouganda                          | Yoweri Museveni                     |
| Ouzbékistan                      | Shavkat Mirziyoyev                  |
| Vietnam                          | Nguyễn Phú Trọng                    |
| Yémen                            | Ali Abdallah Saleh                  |

En 2012, le magazine Slate dresse une liste de 148 dictateurs modernes, en précisant que « la définition de ce qu'est un dictateur n'étant pas scientifique, toute liste est forcément subjective » et que les années au pouvoir sont calculés à partir du 7 mars 2012.
| Pays                             | Nom                            | Continent         | Moustache | Années au pouvoir |
| -------------------------------- | ------------------------------ | ----------------- | --------- | ----------------- |
| Algérie                          | Abdelaziz Bouteflika           | Afrique           | oui       | 13                |
| Allemagne                        | Adolf Hitler                   | Europe            | oui       | 12                |
| Guinée                           | Ahmed Sékou Touré              | Afrique           | non       | 26                |
| Pérou                            | Alberto Fujimori               | Amérique du Sud   | non       | 10                |
| Biélorussie                      | Alexandre Loukachenko          | Europe            | oui       | 18                |
| Paraguay                         | Alfredo Stroessner             | Amérique du sud   | oui       | 35                |
| Yémen                            | Ali Abdallah Saleh             | Asie              | oui       | 34                |
| Iran                             | Ali Khamenei                   | Asie              | barbe     | 30                |
| Nicaragua                        | Anastasio Somoza Debayle       | Amérique centrale | oui       | 12                |
| Nicaragua                        | Luis Somoza Debayle            | Amérique centrale | non       | 16                |
| Nicaragua                        | Anastasio Somoza García        | Amérique centrale | non       | 19                |
| Égypte                           | Anouar el-Sadate               | Afrique           | oui       | 11                |
| Lituanie                         | Antanas Smetona                | Europe            | oui       | 14                |
| Croatie                          | Ante Pavelic                   | Europe            | non       | 4                 |
| Chili                            | Augusto Pinochet               | Amérique du Sud   | oui       | 17                |
| Syrie                            | Bachar Al-Assad                | Asie              | oui       | 12                |
| Italie                           | Benito Mussolini               | Europe            | non       | 22                |
| Burkina Faso                     | Blaise Compaoré                | Afrique           | non       | 25                |
| Guatemala                        | Carlos Castillo Armas          | Amérique centrale | oui       | 3                 |
| Liberia                          | Charles Ghankay Taylor         | Afrique           | barbe     | 6                 |
| Corée du Sud                     | Chun Doo-hwan                  | Asie              | non       | 8                 |
| Venezuela                        | Cipriano Castro                | Amérique du Sud   | barbe     | 9                 |
| Kenya                            | Daniel Arap Moi                | Afrique           | non       | 24                |
| République du Congo              | Denis Sassou Nguesso           | Afrique           | oui       | 15                |
| Guatemala                        | Efraín Ríos Montt              | Amérique centrale | oui       | 1                 |
| Autriche                         | Engelbert Dollfuss             | Europe            | oui       | 2                 |
| Albanie                          | Enver Hoxha                    | Europe            | non       | 10                |
| Côte d'Ivoire                    | Félix Houphouët-Boigny         | Afrique           | non       | 33                |
| Philippines                      | Ferdinand Marcos               | Asie              | non       | 21                |
| Guatemala                        | Fernando Romeo Lucas García    | Amérique du Sud   | oui       | 4                 |
| Cuba                             | Fidel Castro                   | Caraïbes          | barbe     | 49                |
| Seychelles                       | France-Albert René             | Afrique           | non       | 27                |
| Espagne                          | Francisco Franco               | Europe            | oui       | 36                |
| Guinée équatoriale               | Francisco Macías Nguema        | Afrique           | non       | 11                |
| République centrafricaine        | François Bozizé                | Afrique           | oui       | 9                 |
| Haïti                            | François Duvalier (Papa Doc)   | Caraïbes          | non       | 14                |
| Tchad                            | François Tombalbaye            | Afrique           | non       | 15                |
| Cuba                             | Fulgencio Batista              | Caraïbes          | non       | 10                |
| Soudan                           | Gaafar Muhammad an-Nimeiry     | Afrique           | oui       | 16                |
| Grèce                            | Georgios Papadopoulos          | Europe            | oui       | 7                 |
| Togo                             | Gnassingbé Eyadéma             | Afrique           | non       | 38                |
| Turkménistan                     | Gurbanguly Berdimuhamedow      | Asie              | non       | 6                 |
| Colombie                         | Gustavo Rojas Pinilla          | Amérique du Sud   | non       | 4                 |
| Syrie                            | Hafez el-Assad                 | Asie              | oui       | 30                |
| Malawi                           | Hastings Kamuzu Banda          | Afrique           | non       | 31                |
| Paraguay                         | Higinio Morinigo Martinez      | Amérique du Sud   | non       | 8                 |
| Tchad                            | Hissène Habré                  | Afrique           | barbe     | 8                 |
| Vietnam                          | Ho Chi Minh                    | Asie              | oui       | 15                |
| Mongolie                         | Horloogiyn Choybalsan          | Asie              | non       | 16                |
| Égypte                           | Hosni Moubarak                 | Afrique           | non       | 30                |
| Algérie                          | Houari Boumediene              | Afrique           | oui       | 13                |
| Bolivie                          | Hugo Banzer                    | Amérique du Sud   | oui       | 7                 |
| Bangladesh                       | Hussain Muhammad Ershad        | Asie              | oui       | 7                 |
| Zimbabwe                         | Ian Smith                      | Afrique           | non       | 14                |
| Ouganda                          | Idi Amin Dada                  | Afrique           | non       | 8                 |
| Tchad                            | Idriss Déby                    | Afrique           | non       | 22                |
| Azerbaïdjan                      | Ilham Aliev                    | Asie              | oui       | 9                 |
| Grèce                            | Ioannis Metaxas                | Europe            | oui       | 4                 |
| Roumanie                         | Ion Antonescu                  | Europe            | non       | 4                 |
| Ouzbékistan                      | Islam Karimov                  | Asie              | non       | 22                |
| Djibouti                         | Ismaïl Omar Guelleh            | Afrique           | barbe     | 13                |
| Érythrée                         | Issayas Afewerki               | Afrique           | oui       | 21                |
| Burundi                          | Jean-Baptiste Bagaza           | Afrique           | non       | 11                |
| République centrafricaine        | Jean-Bédel Bokassa             | Afrique           | oui       | 13                |
| Haïti                            | Jean-Claude Duvalier           | Caraïbes          | non       | 15                |
| Argentine                        | Jorge Rafael Videla            | Amérique du Sud   | oui       | 5                 |
| Guatemala                        | Jorge Ubico                    | Amérique centrale | non       | 13                |
| Nicaragua                        | José Santos Zelaya             | Amérique centrale | oui       | 16                |
| Union soviétique                 | Joseph Staline                 | Europe            | oui       | 29                |
| Yougoslavie                      | Josip Broz Tito                | Europe            | non       | 56                |
| Tchécoslovaquie                  | Jozef Tiso                     | Europe            | oui       | 7                 |
| Uruguay                          | Juan Maria Bordaberry          | Amérique du Sud   | non       | 3                 |
| Venezuela                        | Juan Vicente Gomez             | Amérique du Sud   | oui       | 27                |
| Lettonie                         | Karlis Ulmanis                 | Europe            | non       | 4                 |
| Zambie                           | Kenneth Kaunda                 | Afrique           | non       | 27                |
| Corée du Nord                    | Kim Il-sung                    | Asie              | non       | 46                |
| Corée du Nord                    | Kim Jong-il                    | Asie              | non       | 17                |
| Corée du Nord                    | Kim Jong-un                    | Asie              | non       | 1                 |
| Bulgarie                         | Kimon Georgiev                 | Europe            | non       | 3                 |
| Guatemala                        | Kjell Eugenio Laugerud García  | Amérique centrale | oui       | 4                 |
| Autriche                         | Kurt von Schuschnigg           | Europe            | oui       | 4                 |
| Ghana                            | Kwame Nkrumah                  | Afrique           | non       | 9                 |
| République démocratique du Congo | Laurent-Désiré Kabila          | Afrique           | non       | 4                 |
| Drapeau du Viêt Nam du Nord      | Le Duan                        | Asie              | non       | 11                |
| Guyana                           | Linden Forbes Sampson Burnham  | Amérique du sud   | oui       | 21                |
| Bolivie                          | Luis Garcia Meza               | Amérique du Sud   | non       | 1                 |
| Mauritanie                       | Maaouiya Ould Sid'Ahmed Taya   | Afrique           | oui       | 21                |
| Guatemala                        | Manuel Estrada Cabrera         | Amérique centrale | oui       | 22                |
| Panama                           | Manuel Noriega                 | Amérique centrale | non       | 6                 |
| Chine                            | Mao Zedong                     | Asie              | non       | 27                |
| Bénin                            | Mathieu Kérékou                | Afrique           | non       | 16                |
| Hongrie                          | Matyas Rakosi                  | Europe            | non       | 11                |
| Maldives                         | Maumoon Abdul Gayoom           | Asie              | non       | 30                |
| Salvador                         | Maximiliano Hernández Martínez | Amérique centrale | non       | 12                |
| Éthiopie                         | Meles Zenawi                   | Afrique           | oui       | 21                |
| Éthiopie                         | Mengistu Haile Mariam          | Afrique           | oui       | 17                |
| Espagne                          | Miguel Primo de Rivera         | Europe            | oui       | 7                 |
| Ouganda                          | Milton Obote                   | Afrique           | non       | 8                 |
| Zaïre                            | Mobutu Sese Seko               | Afrique           | non       | 32                |
| Mali                             | Modibo Keïta                   | Afrique           | non       | 8                 |
| Afghanistan                      | Mohammed Daoud Khan            | Asie              | non       | 5                 |
| Afghanistan                      | Mohammed Omar                  | Asie              | barbe     | 5                 |
| Drapeau de l'État du Katanga     | Moise Tshombe                  | Afrique           | non       | 2                 |
| Libye                            | Mouammar Kadhafi               | Afrique           | oui       | 42                |
| Mali                             | Moussa Traoré                  | Afrique           | oui       | 23                |
| Swaziland                        | Mswati III                     | Afrique           | oui       | 26                |
| Pakistan                         | Muhammad Ayub Khan             | Asie              | oui       | 11                |
| Pakistan                         | Muhammad Zia-ul-Haq            | Asie              | oui       | 10                |
| Birmanie                         | Ne Win                         | Asie              | non       | 26                |
| République du Viêt Nam           | Ngô Đình Diệm                  | Asie              | non       | 9                 |
| Roumanie                         | Nicolae Ceausescu              | Europe            | non       | 24                |
| Nigeria                          | Olusegun Obasanjo              | Afrique           | non       | 3                 |
| Gabon                            | Omar Bongo                     | Afrique           | oui       | 42                |
| Soudan                           | Omar el-Bechir                 | Afrique           | oui       | 23                |
| Panama                           | Omar Torrijos                  | Amérique centrale | non       | 13                |
| Honduras                         | Oswaldo López Arellano         | Amérique centrale | oui       | 11                |
| Corée du Sud                     | Park Chung-hee                 | Asie              | non       | 17                |
| Cameroun                         | Paul Biya                      | Afrique           | oui       | 30                |
| Rwanda                           | Paul Kagame                    | Afrique           | oui       | 12                |
| Pakistan                         | Pervez Musharraf               | Asie              | oui       | 7                 |
| Burundi                          | Pierre Nkurunziza              | Afrique           | oui       | 7                 |
| Cambodge                         | Pol Pot                        | Asie              | non       | 4                 |
| République dominicaine           | Rafael Trujillo                | Caraïbes          | oui       | 28                |
| Bolivie                          | René Barrientos                | Amérique du Sud   | non       | 5                 |
| Zimbabwe                         | Robert Mugabe                  | Afrique           | oui       | 32                |
| Iran                             | Rouhollah Mousavi Khomeini     | Asie              | barbe     | 10                |
| Irak                             | Saddam Hussein                 | Asie              | oui       | 24                |
| Portugal                         | Antonio de Oliveira Salazar    | Europe            | non       | 36                |
| Nigeria                          | Sani Abacha                    | Afrique           | non       | 5                 |
| Turkménistan                     | Saparmourat Niazov             | Asie              | non       | 16                |
| Somalie                          | Siad Barre                     | Afrique           | oui       | 22                |
| Yougoslavie ( Serbie)            | Slobodan Milosevic             | Europe            | non       | 11                |
| Indonésie                        | Suharto                        | Asie              | non       | 30                |
| Indonésie                        | Sukarno                        | Asie              | non       | 19                |
| Corée du Sud                     | Syngman Rhee                   | Asie              | non       | 12                |
| Chine et Taïwan                  | Tchang Kaï-chek                | Asie              | oui       | 48                |
| Guinée équatoriale               | Teodoro Obiang Nguema Mbasogo  | Afrique           | non       | 33                |
| Birmanie                         | Than Shwe                      | Asie              | non       | 19                |
| Thaïlande                        | Thanom Kittikachorn            | Asie              | non       | 10                |
| Honduras                         | Tiburcio Carías Andino         | Amérique centrale | oui       | 16                |
| Mexique                          | Victoriano Huerta              | Amérique du Nord  | oui       | 1,5               |
| Norvège                          | Vidkun Quisling                | Europe            | non       | 3                 |
| Gambie                           | Yahya Jammeh                   | Afrique           | non       | 18                |
| Pakistan                         | Yahya Khan                     | Asie              | non       | 2                 |
| Ouganda                          | Yoweri Museveni                | Afrique           | oui       | 26                |
| Chine                            | Yuan Shikai                    | Asie              | oui       | 4                 |
| Tunisie                          | Zine el-Abidine Ben Ali        | Afrique           | non       | 24                |

## Galerie

22 portraits de dictateurs selon Le Siècle des dictateurs d'Olivier Guez
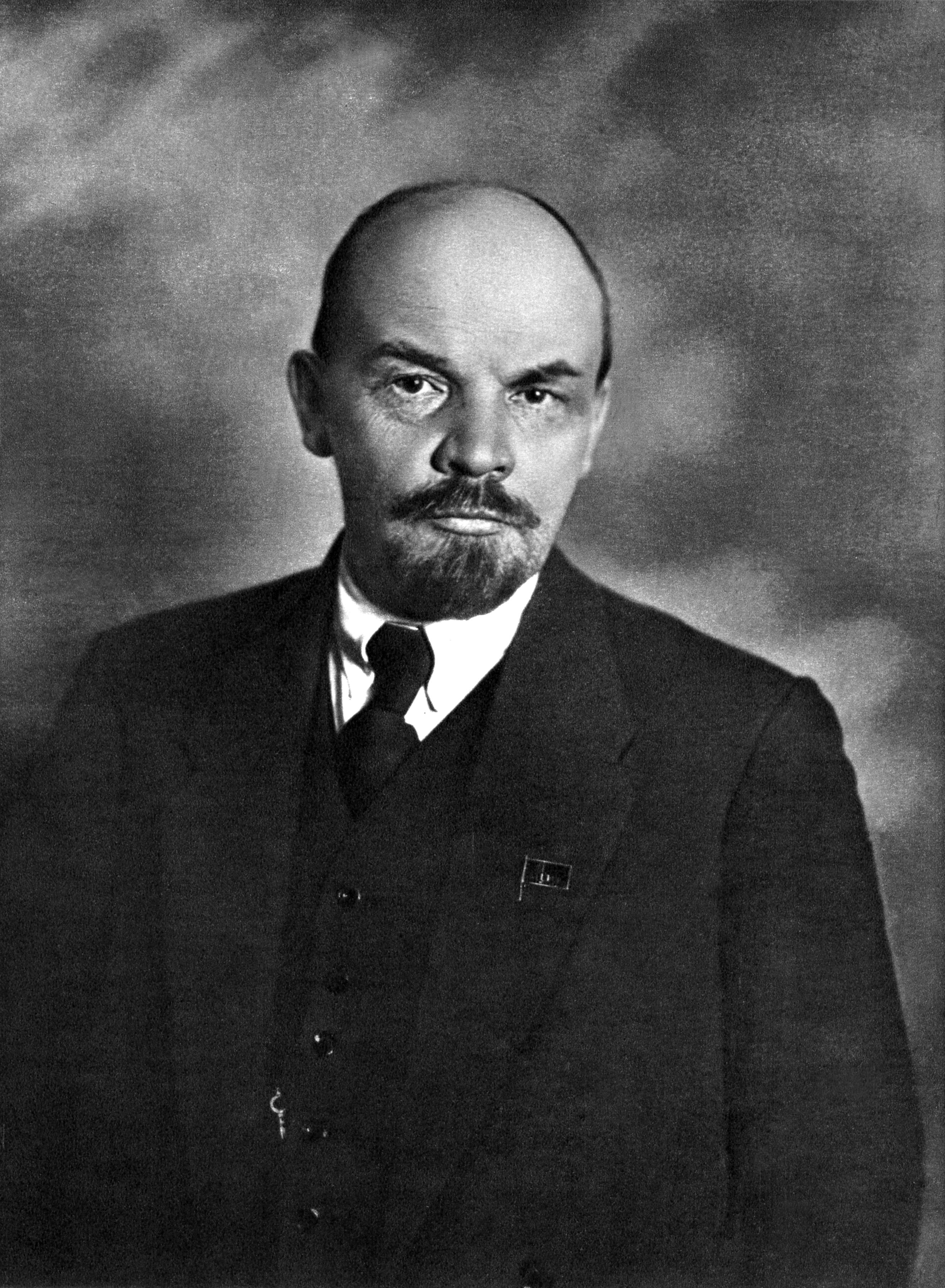
Vladimir Ilitch Lénine,  Union soviétique
Benito Mussolini,  Royaume d'Italie
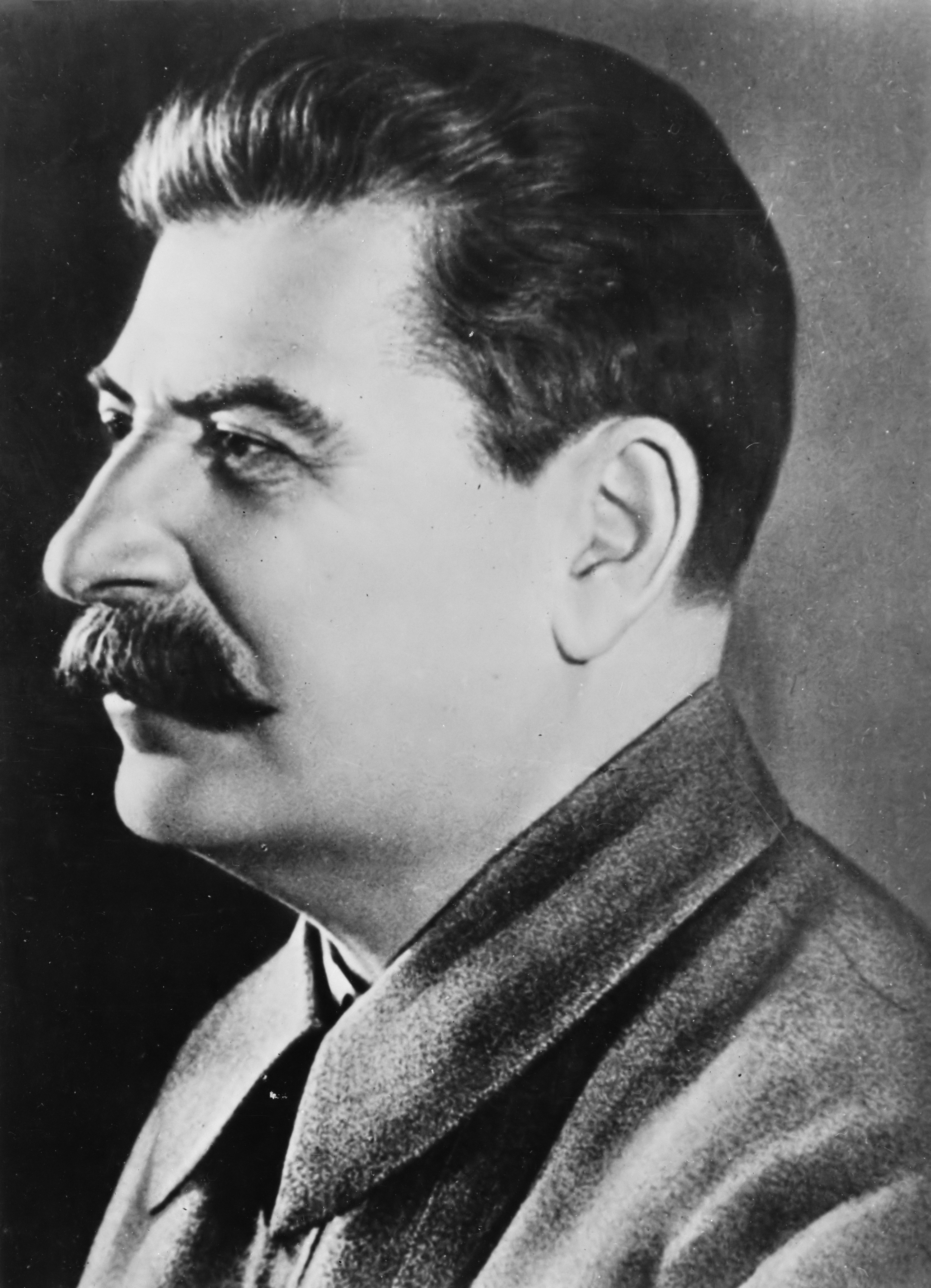
Joseph Staline,  Union soviétique
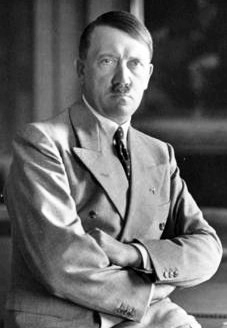
Adolf Hitler,  Reich allemand
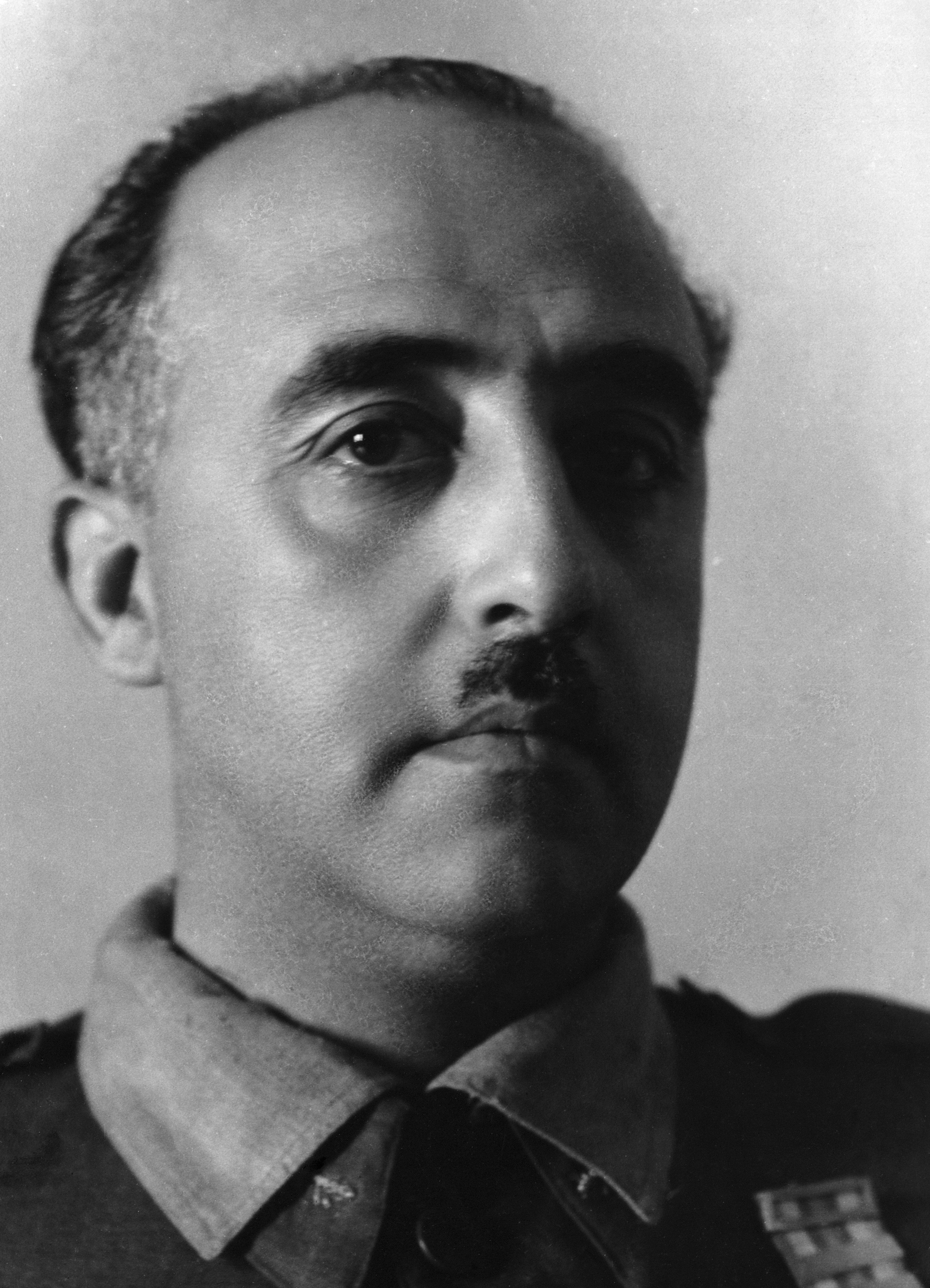
Francisco Franco,  Espagne
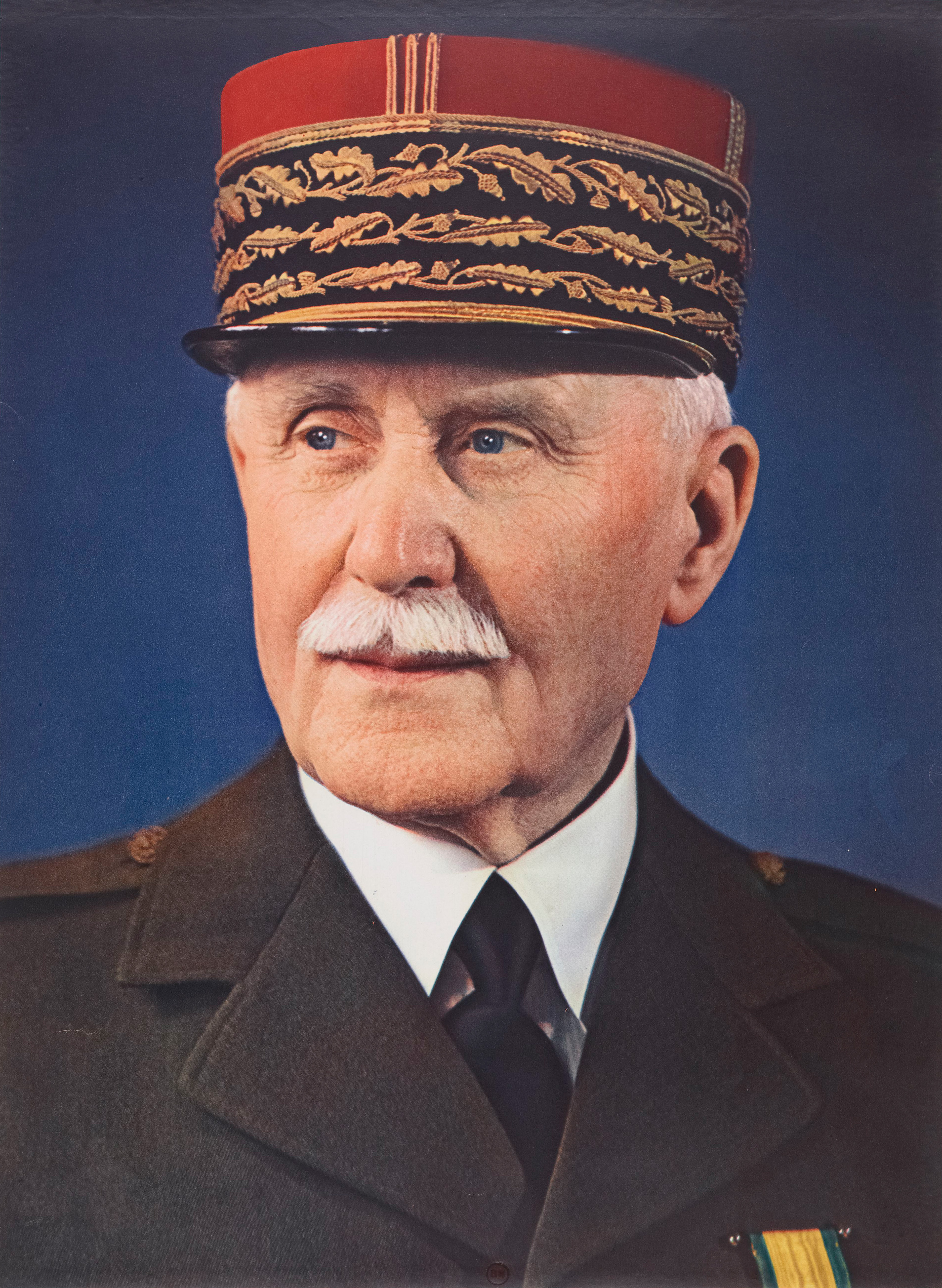
Philippe Pétain,  France
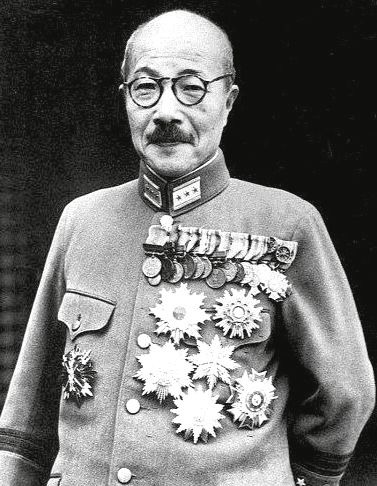
Hideki Tôjô,  Empire du Japon
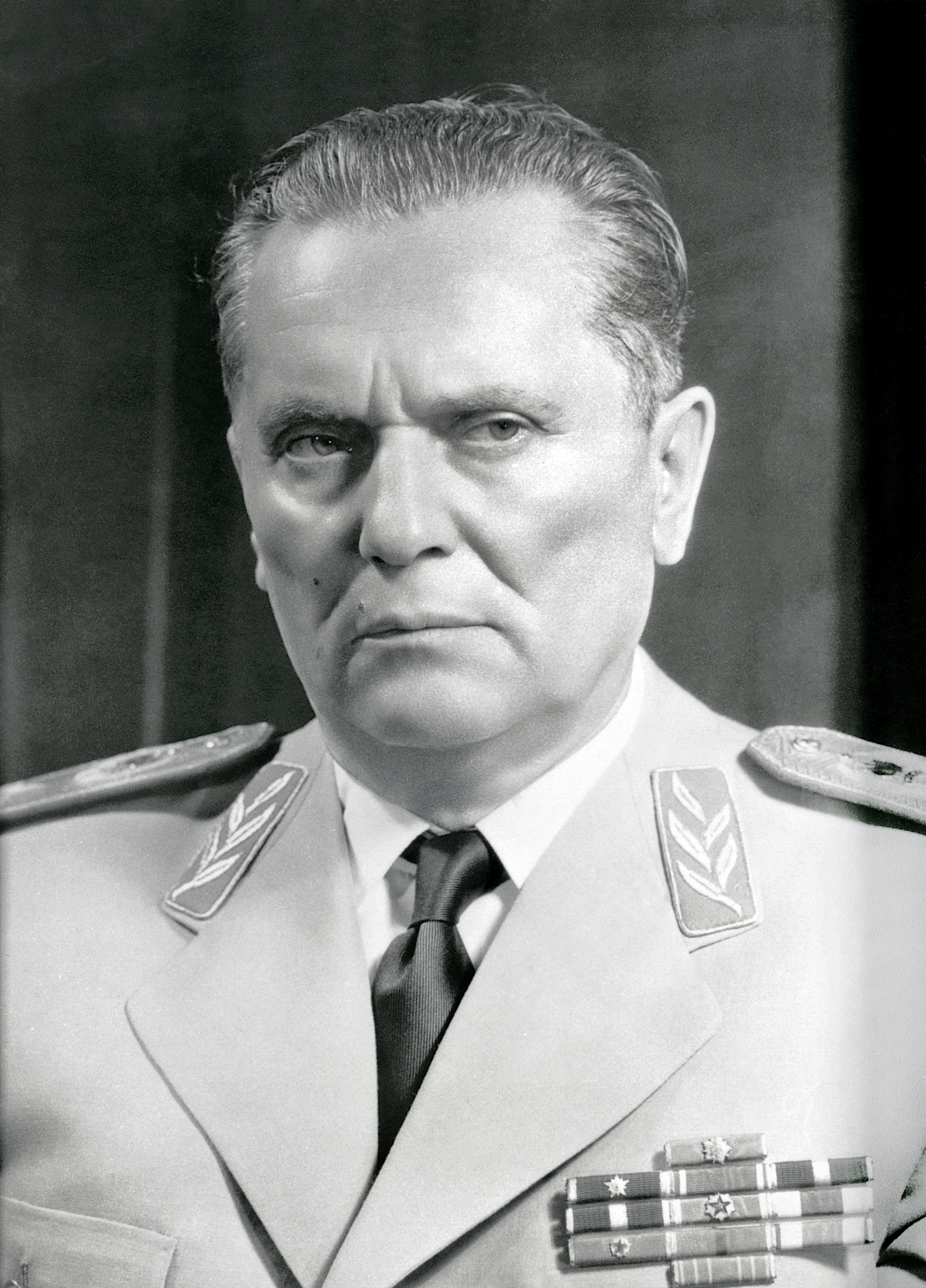
Josip Broz Tito,  République fédérative socialiste de Yougoslavie
Kim Il-sung,  Corée du Nord
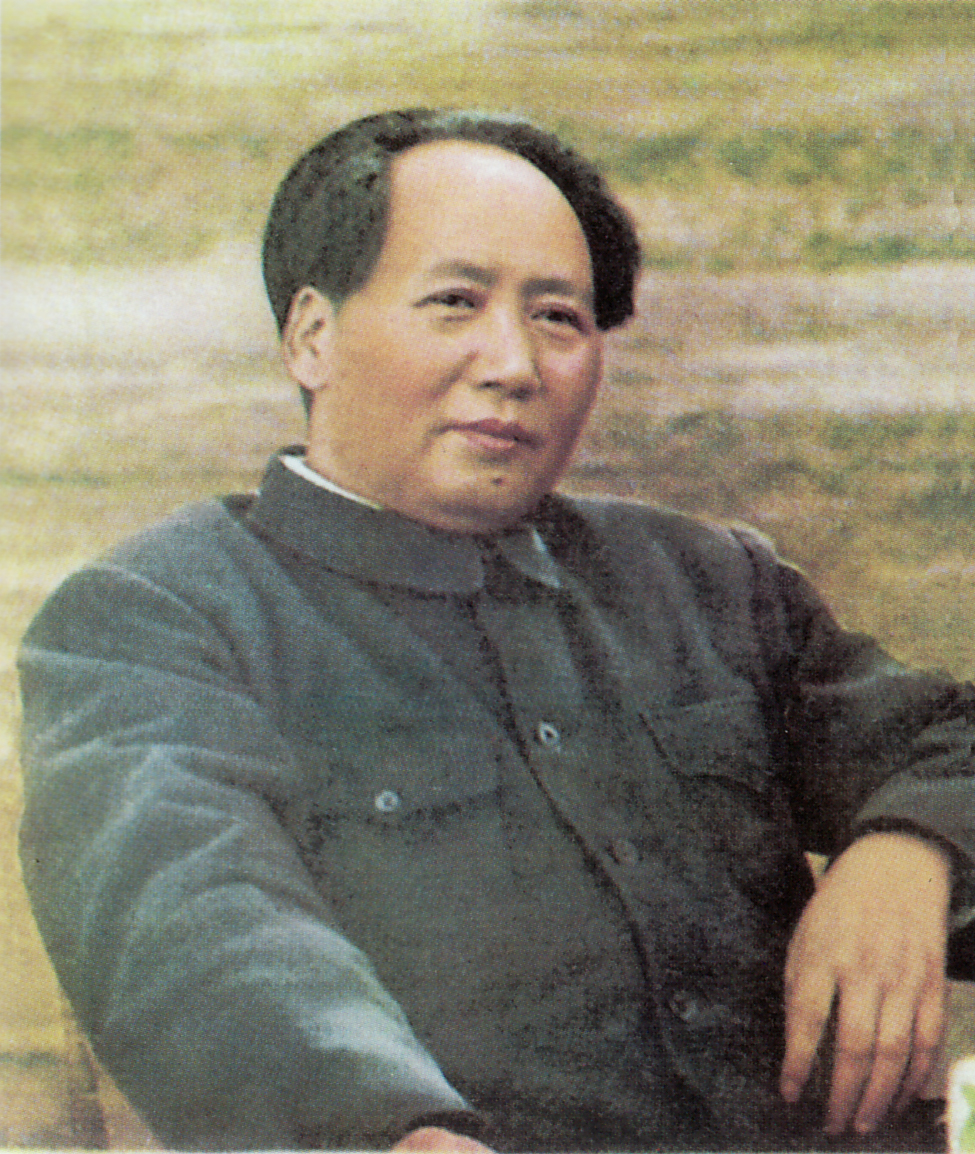
Mao Zedong,  Chine
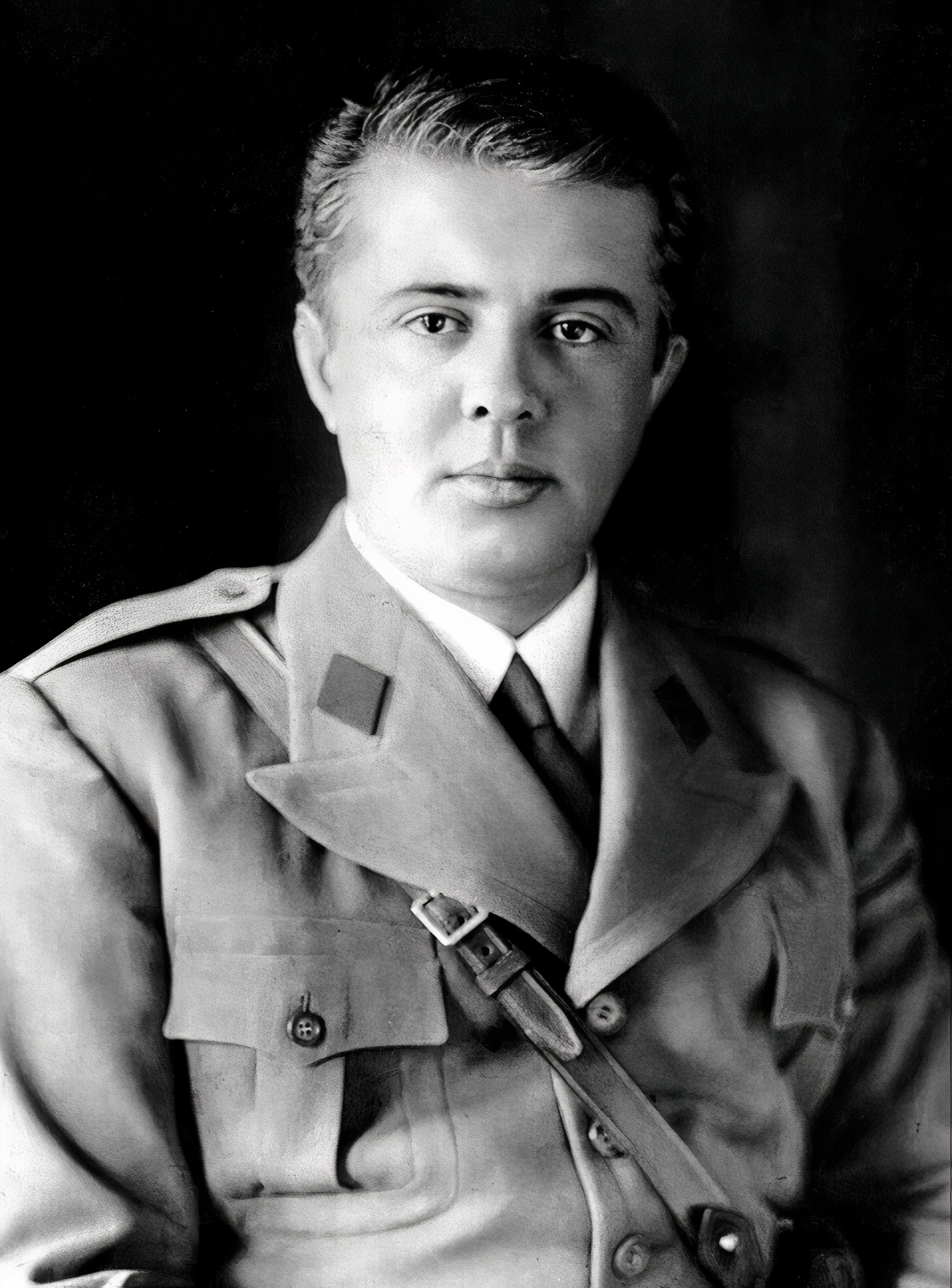
Enver Hoxha,  Albanie
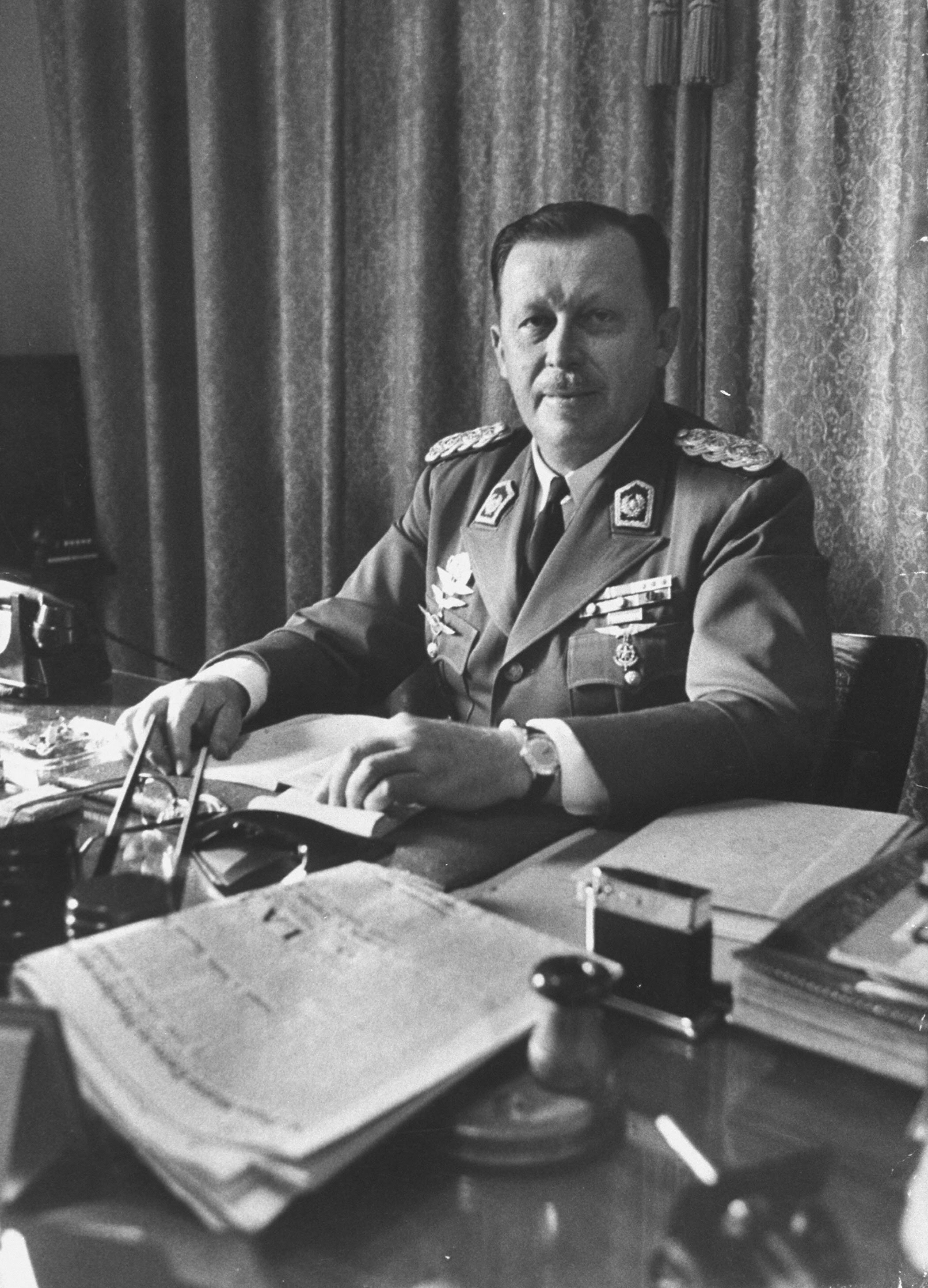
Alfredo Stroessner,  Paraguay
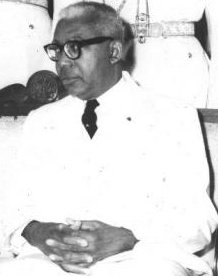
François Duvalier,  Haïti
Fidel Castro,  Cuba
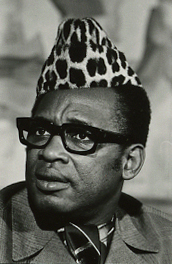
Mobutu Sese Seko,  Zaïre
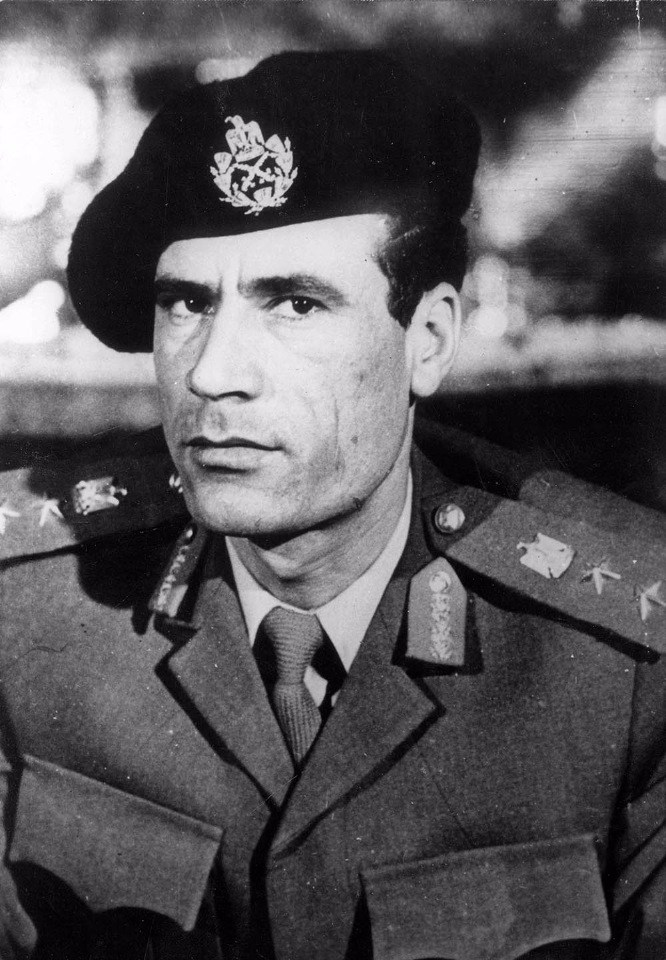
Mouammar Kadhafi,  Libye
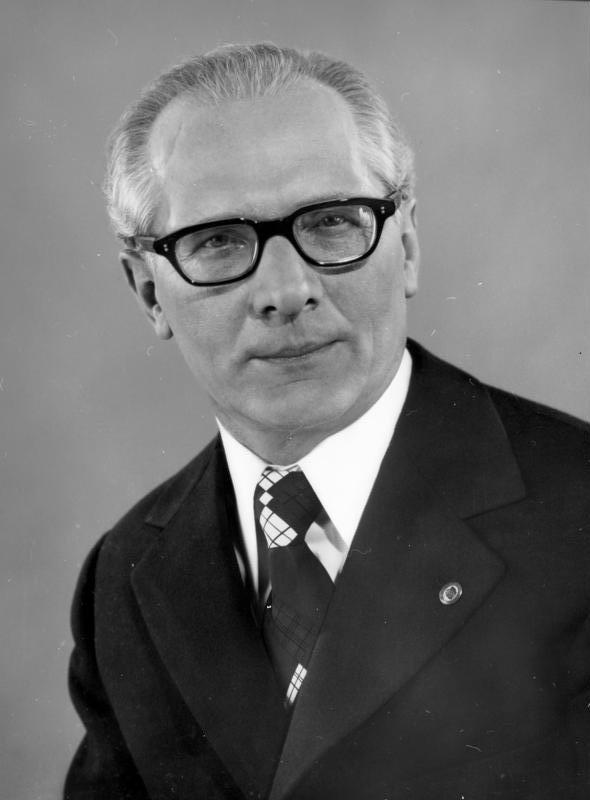
Erich Honecker,  Allemagne de l'Est
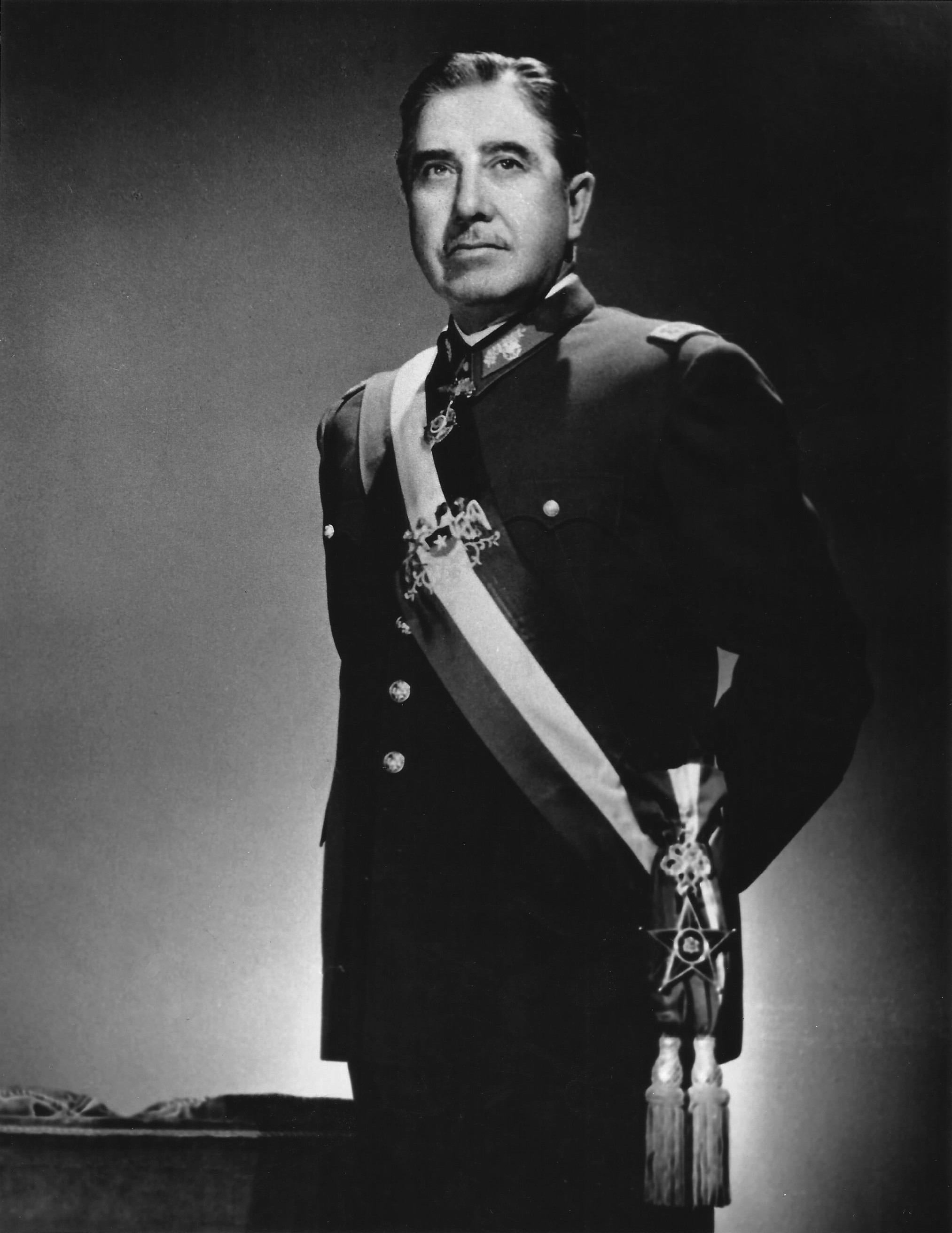
Augusto Pinochet,  Chili
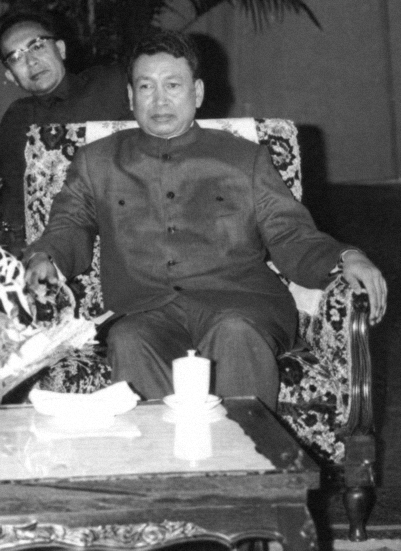
Pol Pot,  Cambodge
Ruhollah Khomeini,  Iran
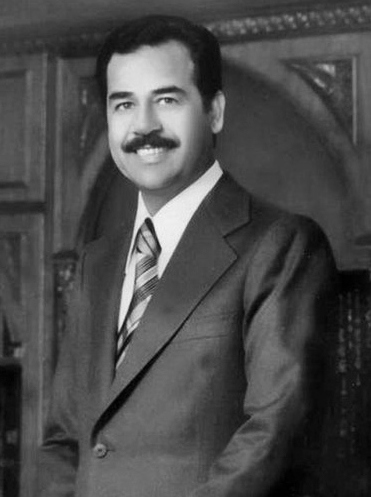
Saddam Hussein,  Irak
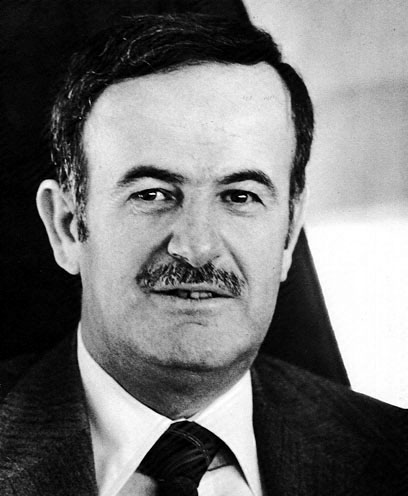
Hafez al-Assad,  Syrie

## Représentations culturelles

### Cinéma
- Liste de films sur la loi martiale sous la présidence de Ferdinand Marcos (en)
- Films sur des dictateurs (en)
- 1940 : Le Dictateur de Charlie Chaplin caricature[46] ce genre de personnage - en particulier Hitler (« Hynkel ») et Mussolini (« Napoleoni »).
- 1954 : La Ferme des animaux de John Halas et Joy Batchelor
- 1974 : Général Idi Amin Dada : Autoportrait de Barbet Schroeder[46] illustre la mégalomanie du dictateur ougandais.
- 2004 : La Chute d'Oliver Hirschbiegel[46]
- 2006 : Le Dernier Roi d'Écosse de Kevin Macdonald[46] montre là aussi la mégalomanie du dictateur ougandais Idi Amin Dada.
- 2006 : V pour Vendetta mentionne un dictateur fictif dans l'avenir, portant le titre de « grand chancelier d'Angleterre ».
- 2008 : La Vague montre avec quelle facilité un régime autoritaire et le culte de la personnalité peuvent se développer. Inspiré par le livre La Vague (1981) de Todd Strasser.
- 2009 : Vincere de Marco Bellocchio[46]
- 2010 : Une exécution ordinaire de Marc Dugain[46]
- 2012 : The Dictator de Larry Charles : met en scène une dictature fictive, dans laquelle le général amiral Aladeen exerce tous les pouvoirs.
- 2014 : Le Crocodile du Botswanga de Lionel Steketee et Fabrice Éboué : met en scène une dictature ubuesque où le tyran connaît mieux les prénoms de ses crocodiles domestiques mangeurs d'opposants politiques que ceux de ses propres enfants.
- 2015 : Il est de retour de David Wnendt
- 2015 : L'Interview qui tue ! d'Evan Goldberg et Seth Rogen / caricature
- 2017 : Kim Kong de Simon Jablonka et Alexis Le Sec
- Le Crocodile, projet de film inabouti de Gérard Oury sur la dictature.

### Littérature
- Roman du dictateur
- Liste d'œuvres littéraires traitant des dictatures militaires dans les pays latino-américains au XXe siècle
- La trilogie littéraire The Hunger Games et ses adaptations cinématographiques : le président Snow.
- Big Brother dans 1984 de George Orwell.
- La ferme des animaux, apologue de George Orwell.
- La Fête au Bouc de Mario Vargas Llosa au sujet de la dictature de Rafael Trujillo (République dominicaine)
- L'Automne du patriarche de Gabriel García Márquez
- El Conspirador, de Mercedes Cabello, consacré au début de la dictature de Augusto Leguía (Pérou)
- Tirano Banderas de Ramón María del Valle-Inclán
- Garaska le dictateur de Stépan Vasilievitch Anikine (ru), publié dans le magazine La richesse russe en 1907, republié à titre posthume dans Stépan Vasilievitch Anikine, Automne fructueux : histoires, contes, Saransk, Mordov, 1989, 256 p. (ISBN 5-7595-0137-2, lire sur Wikisource)

### Jeux vidéo
- La série de jeux vidéo Tropico permet d'incarner un dictateur.